# Mănăstirea Agafton
Mănăstirea Agafton este o mănăstire ortodoxă din România, situată în satul Agafton din comuna Curtești (județul Botoșani). Ea se află amplasată într-o zonă pitorească, pe culmea unui deal împădurit (la o distanță de 8 km sud-vest de municipiul Botoșani).
Ansamblul Mănăstirii Agafton a fost inclus pe Lista monumentelor istorice din județul Botoșani din anul 2015, având codul de clasificare BT-II-a-B-01947 și fiind alcătuit din următoarele 6 obiective:
- Biserica "Pogorârea Sf. Duh" - datând din perioada 1838-1843, având codul BT-II-m-B-01947.01
- Biserica de lemn "Sf. Arhangheli" - datând din anul 1747, având codul BT-II-m-B-01947.02
- 54 case (chilii) mănăstirești - datând din secolele XVIII-XIX, având codul BT-II-m-B-1947.03
- 5 fântâni - având codul BT-II-m-B-1947.04
- 2 anexe gospodărești - având codul BT-II-m-B-1947.05
- Turnul clopotniță - având codul BT-II-m-01947.06

## Istoric

### Întemeierea mănăstirii

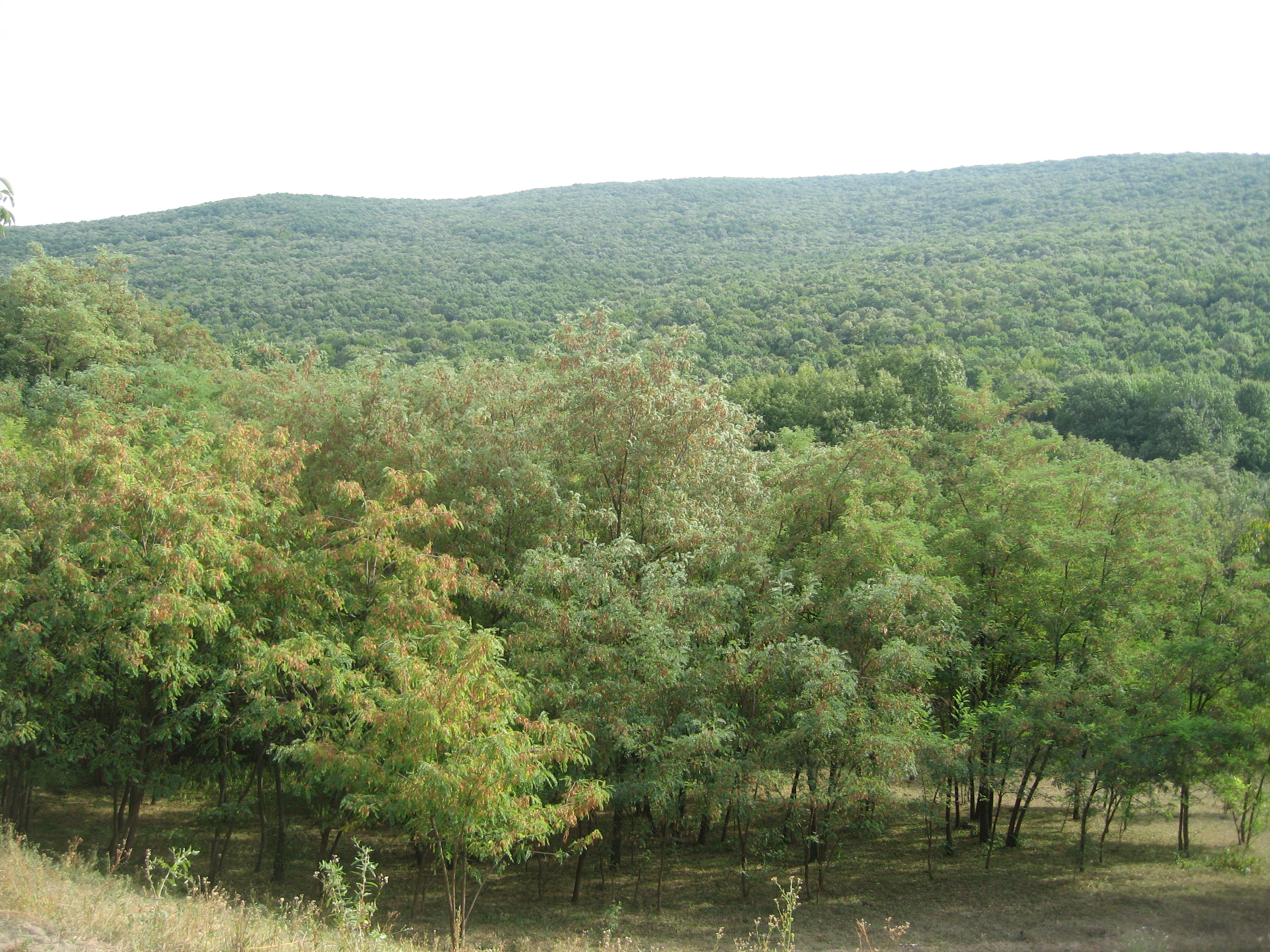
Mănăstirea Agafton se află într-o zonă plină de păduri

Conform tradiției, în prima jumătate a secolului al XVIII-lea, zona unde se află astăzi Mănăstirea Agafton era acoperită de păduri seculare. Ieromonahul Agaton (popular Agafton) de la o mănăstire aflată "peste deal", pe care Al. H. Simionescu o identifica cu Mănăstirea Doamnei , ctitorită de Elena Rareș în anul 1552 și dispărută astăzi, se retrăsese ca pustnic, împreună cu doi ucenici, în pădurile din apropiere, unde se nevoiau câțiva călugări. Acolo a trăit ca sihastru timp de zece ani în post și în rugăciune, ajungând un duhovnic vestit în Ținutul Botoșanilor.
În anul 1729, văzând că se adună frații în jurul lui, pustnicul Agafton „au mers în codrul ce este pe locul domnăsc la ocolul Botășenilor și au curățat pădure și și-au făcut mănăstioară cu chilii și și-au pus pomeți pe lîngă chilii" (după cum scrie domnitorul Grigore al II-lea Ghica într-un hrisov din 1 octombrie 1729). Acest lucru este menționat și din Cartea Domnească din 13 octombrie 7262 (1753) din vremea lui voievodului Matei Ghica, citată în lucrarea lui Al. H. Simionescu, spunându-se acolo că Agafton „cu a sa silință și muncă a făcut curățiturã în pădure(a) Merei de ș-au făcut mănăstioarã cu chilii și ș-au pus și pomeți”.
După o altă legendă relatată de stareța Ambrozia Hrițuc, sihastrul Agafton s-a rezemat într-o zi de un stejar falnic din pădurea Baisa și din interiorul său a auzit glasuri îngerești cântând Troparul Sfinților Arhangheli Mihail și Gavriil. El a construit o biserică din trunchiul acelui copac. Până la ridicarea schitului, pustnicul a dormit într-un bordei, sub pământ.
Într-o poieniță din mijlocul pădurii, pustnicul Agafton (de la numele căruia provine și denumirea mănăstirii) a construit o biserică de lemn, cu hramul "Sf. Arhangheli Mihail și Gavriil". Așezământul monahal a fost cunoscut la început sub numele de „Sihăstria lui Agafton". Schitul s-a extins în timp pe culmea dealului și pe coastele sudicã și nordicã ale versantului din localitatea Agafton, la marginea pădurii Baisa.
Schitul întemeiat de Agafton a avut obște de călugări până la începutul secolului al XIX-lea.

### Mănăstire de maici

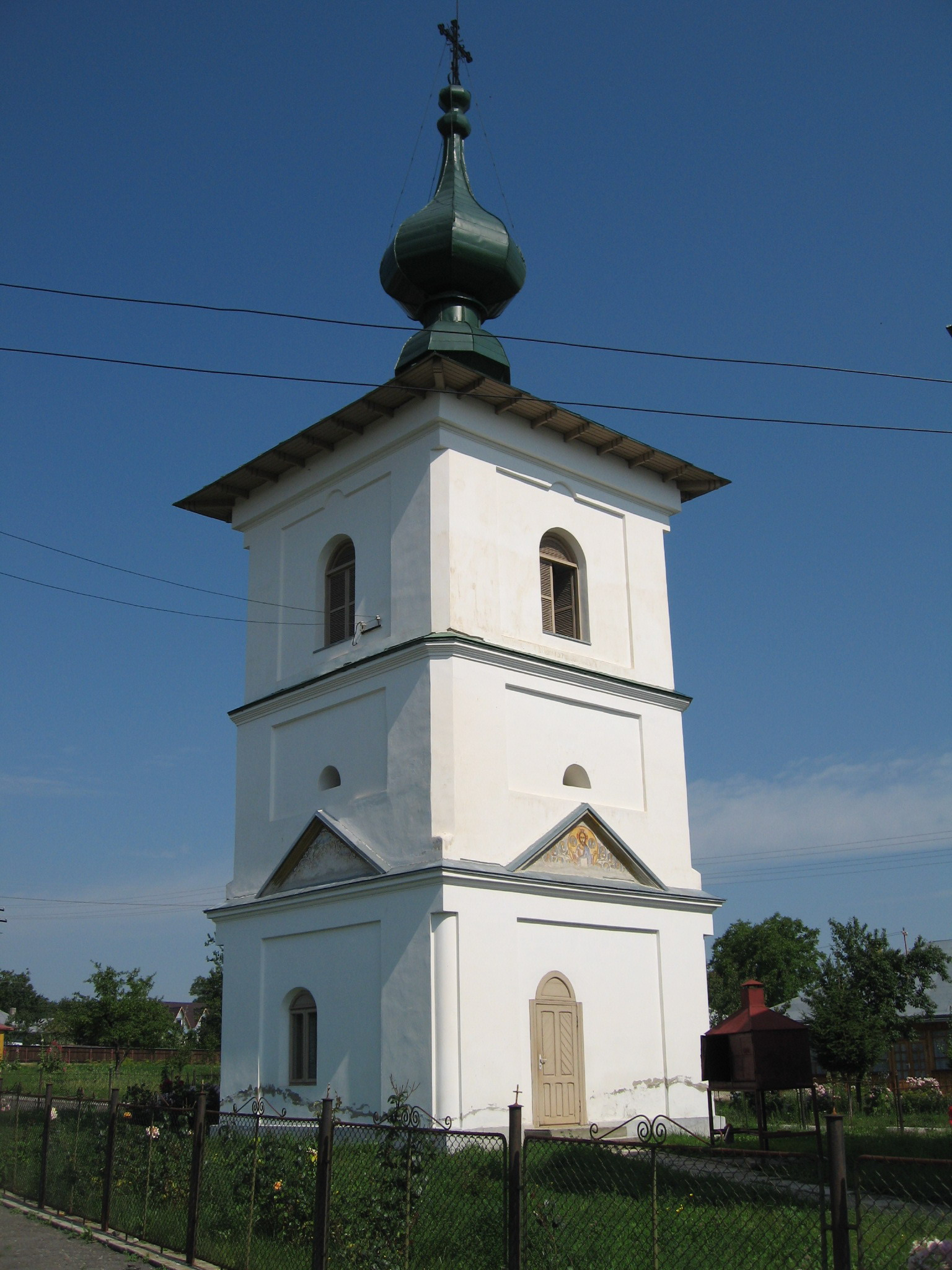
Turnul-clopotniţă

După alegerea ca mitropolit al Moldovei a lui Veniamin Costachi (1803-1842, cu întreruperi), a avut loc o reorganizare a activității monahale din Moldova. În anul 1803, acesta a înființat Seminarul de la Socola, mutând maicile de acolo la Mănăstirea Agapia (care avea pe atunci obște de călugări). Cum în acea perioadă existau în Moldova puține mănăstiri de călugărițe, în principal cele de la Agapia și de la Văratec, mitropolitul Veniamin Costachi a dispus prin 1814 transformarea Schitului de călugări de la Agafton în mănăstire de călugărițe, "unde au strălucit prin evlavie fiicele și văduvele boierilor de altădată, precum și toate acele fiice din popor ce au căutat o viață de liniște și reculegere", după cum relatează autorul singurei monografii cunoscute a mănăstirii, Al. H. Simionescu.
Până la mijlocul secolului al XIX-lea, Mănăstirea Agafton s-a extins, devenind una dintre cele mai mari mănăstiri de maici din Moldova. Aici au viețuit ca monahii numeroase fiice și văduve de boieri provenind din familii cu rol important în istoria țării: Pisoschi, Vârnav, Curt, Buznea, Codrescu, Radu, Herescu, Tăutu, Jian, Sevastos, Filipescu, Popovici, Manu, Grigoriu, Timuș, Hasnaș, Haret, Iurașcu, Bosie, Mavromati, Gafencu, Stamatopol etc. Printre monahiile de la Agafton sunt de menționat și cele trei mătuși după mamă ale poetului Mihai Eminescu: Fevronia, Sofia și Olimpiada Iurașcu, ultima dintre ele fiind, pentru o vreme, stareță a mănăstirii. Tradiția povestește că de multe ori în copilăria sa, poetul Mihai Eminescu venea pe jos, din Ipoteștiul său natal pentru a-și vizita mătușile.
Ca urmare a creșterii numărului de viețuitoare din mănăstire, bisericuța de lemn a devenit neîncăpătoare și s-a simțit nevoia unui lăcaș de cult mai mare. Între anii 1838-1843 a fost construită o biserică de zid, cu hramul "Pogorârea Sf. Duh", după planurile arhimandritului Veniamin Velișcu, prin osârdia stareței Agapia Curt. În anul 1878 s-a construit un turn-clopotniță la vest de biserica nouă.
După desființarea schiturilor Balș, Unsa și Orășeni, călugărițele de acolo au fost transferate la Mănăstirea Agafton. În anul 1860, obștea mănăstirii era formată din 156 de călugărițe.
În anul 1860, potrivit legii votată de Adunarea Electivă și sancționată de domnitorul Alexandru Ioan Cuza, Mănăstirea Agafton trebuia să se desființeze. În urma protestelor înaintate de călugărițe și de credincioșii din Botoșani către Ministerul de Justiție, Culte și Instrucțiune publică, hotărârea a fost anulată. În 1864, mănăstirea a înființat prima școală primară din sat.
În 1872, protoierul iconom C. Lăzărescu a întocmit "Condica de toate Monahiile ce sî află în Monastirea Agaftonul, Plasa Târgului, Județul Botoșani, formată dupe ordinul Ministeriului de Culte no.8324 din 1872”. În document sunt înscrise toate călugărițele cu numele purtat, postul pe care îl ocupau, locul nașterii (comună și județ), vârsta, locul și anul în care s-au călugărit, fizionomia, semnele deosebite ce le posedă. În acel an, viețuiau la Agafton 158 de monahii, conduse de stareța schimonahie Susana Pisoschi. În 1874, biserica "Sf. Arhangheli" a fost lărgită, construindu-se un pridvor.
Maicile de la Agafton au participat ca infirmiere voluntare în timpul Războiului de Independență (1877-1878), îngrijind răniții pe front. Începând din 1913 Crucea Roșie a organizat la Agafton cursuri pentru pregătirea medicală a călugărițelor, iar în anul 1915, un număr de 18 călugărițe făceau practică prin spitale. În timpul Primului Război Mondial (1916-1918), maicile au fost repartizate la mai multe spitale pentru îngrijirea răniților, iar cele rămase în mănăstire au lucrat de mână ciorapi și mănuși pentru soldați. În chiliile mănăstirești au fost adăpostiți aproape șase luni femei și copii refugiați din zonele ocupate.
În anul 1912, mitropolitul Pimen Georgescu a înființat aici primul atelier mănăstiresc de covoare, unde lucrau 30 de eleve alese din obște. În anii următori au fost înființate aici și alte ateliere: unul de tricotaj (1913) și unul de pânzărie (1922). În aceste ateliere nu lucrau numai călugărițe, aici fiind pregătite și fetele de săteni care terminau școala primară. Elevele școlii de meserii de la Agafton urmau trei ani de studii și încă trei ani de ucenicie, după care putea lucra ca maistre în ateliere de specialitate.
În decursul timpului, Mănăstirea Agafton a cunoscut o mare dezvoltare. Ea era renumită prin atelierele sale manufacturiere, specific monahale: țesătorie covoare, broderie, croitorie, tricotaj etc. Călugărițele locuiau în case asemănătoare celor de la Mănăstirile Văratec și Agapia. Prin poziția sa, mănăstirea a atras întotdeauna pe lângă pelerinii care veneau pentru închinare și rugă și o seamă de personalități cum ar fi: Mihai Eminescu, Nicolae Iorga, George Enescu ș.a.
Biserica "Sf. Arhangheli" a ars în anul 1921, ea fiind restaurată în 1957. În perioada 1955-1957, pictorul arhimandrit Vartolomeu Dolhan (1912-1980) a restaurat pictura bisericii "Pogorârea Sf. Duh" și a pictat în frescă pereții interiori ai bisericii de lemn.

### Desființarea mănăstirii
Prin Decretul nr. 410/1959, Mănăstirea Agafton a fost desființată abuziv, maicile de aici fiind trimise pe la casele lor. În acea perioadă, aici viețuiau peste 300 călugărițe.
În baza Decretelor 218/1960 și 712/1966, în clădirile mănăstirii a fost instalat Căminul de Bătrâni cu handicap Agafton care, prin Hotărârea Guvernului nr. 1161/1990, a trecut în subordinea Secretariatului de Stat pentru Persoane cu Handicap. În fostele chilii mănăstirești au fost cazați bătrâni cu handicap și bolnavi psihic. Căsuțele au ajuns într-o stare de degradare avansată și de insalubritate totală, acestea nefiind dotate cu instalații de apă și canal, motiv pentru care fiecare imobilizat la pat își avea hârdăul sub patul său. Astfel, unele chilii au trebuit să fie demolate, acestea constituind focare de infecție.
După Revoluția din decembrie 1989, Mănăstirea Agafton a fost reînființată în martie 1991. Timp de mai mulți ani, Mitropolia Moldovei și Bucovinei s-a judecat cu autoritățile de stat pentru recuperarea drepturilor de proprietate. Astfel, prin Sentința civilă nr. 6341/28 octombrie 1994 a Judecătoriei Botoșani și prin Decizia nr. 996/19 octombrie 1995 a Curții de Apel Suceava, irevocabilă, s-a restabilit și reactivat Mănăstirii Agafton dreptul de proprietate asupra terenurilor și căsuțelor (chiliilor) călugărițelor.

### Redeschiderea mănăstirii
Începând din 1996 au sosit aici primele călugărițe trimise de la Mănăstirea Agapia; ele au locuit câțiva ani alături de bolnavi. Conviețuirea cu bolnavii a fost dificilă, maicile plângându-se că bolnavii le batjocoreau cu vorbe murdare, le loveau cu bulgări, tulburau slujbele, făcând multe alte necuviințe.
Maicile de la Agafton au cerut în instanță evacuarea bolnavilor din mănăstire. Deoarece era vorba de un caz umanitar, în chiliile călugărițelor locuind la acel moment 172 de bolnavi, din care 110 erau cronici nerecuperabili, neuropsihici și alcoolici, 50 imobilizați la pat, iar ceilalți, bătrâni abandonați de familie, nu s-a putut trece la o executare silită, din cauza lipsei fondurilor necesare pentru cumpărarea unui alt spațiu în vederea transferării căminului.
Ca urmare a deciziei de evacuare date de tribunal, unii angajați ai Căminului care erau din sat și riscau să-și piardă slujbele au încercat să împiedice mutarea căminului din clădirile mănăstirii. În aprilie 1998, 90 de săteni au trimis un memoriu mai multor instituții ale statului. Acea scrisoare era plină de acuzații grave la adresa călugărițelor. Maicile erau acuzate că au un comportament nepotrivit, că solicită taxe mari pentru oficierea de servicii religioase, că au risipit patrimoniul mănăstirii etc. În fața autorităților, majoritatea semnatarilor s-a dezis de acel memoriu, unii susținând că nu au semnat așa ceva, iar alții pretextând că erau beți și nu au știut ce semnează. Ancheta efectuată cu acest prilej a scos la iveală faptul că unii angajați ai căminului de bătrâni (șoferul Aristotel Ivașcu și Gheorghe Vlădeanu), susținuți de directorul Toader Jacotă, au mers pe ulițele satului, strângând semnături de la țărani sub pretextul înființării unei parohii în sat.
Abia în decembrie 1999, Căminul de bătrâni cu handicap a fost transferat în comuna Leorda, într-un local nou amenajat prin grija mitropolitului Daniel Ciobotea.
În prezent, Mănăstirea Agafton se află într-un amplu proces de restaurare. Peste drum de poarta de intrare în curtea mănăstirii se află o tabără de copii.

### Amenințări
Când a construit așezământul mănăstiresc, sihastrul Agafton a defrișat pădurea de pe o coastă a versantului. Pe măsură ce mănăstirea s-a extins, pădurea a continuat să fie defrișată tot mai mult, rezultând însă un dezechilibru local major.
Amplasarea mănăstirii pe un deal cu o declivitate naturală a dus în timp la producerea unor alunecări de teren evolutive, dezvoltate pe direcția nord - sud, acestea fiind vizibile pe coasta sudică a dealului pe care este amplasată mănăstirea. Arealul
de instabilitate este de circa 1,50 ha, întinzându-se pe o lungime de aproximativ 450–500 m pe direcția vest-est, începând din zona Taberei de elevi „Codrii de aramã” și până la marginea pădurii Baisa. Cauzele alunecărilor de teren sunt declivitatea accentuată a reliefului, existența pământurilor loessoide, defrișarea arborilor cu important rol de stabilizare, circulația apelor subterane cu debite semnificative, circulația apelor pluviale colectate din amonte și de pe platforma drumului care au creat făgașe, transportând solul, precum și lipsa rigolele laterale la drumul local Agafton – Balta Arsă.
Alunecările s-au propagat pe direcția pantei pe o distanță de circa 250–300 m, la aproximativ 25 m de culmea versantului, pe o fâșie de aproximativ 100 m, fiind amplasate biserica de lemn, un grup de patru case, aflate la numai 5–10 m mai spre deal,
la est și la nord, plus două case aflate la vest și sud de biserică. În jurul bisericuței se află cimitirul mănăstirii. Terenul acesta este folosit ca fâneață, fiind puțini pomi fructiferi îmbătrâniți.
Legătura între biserica de lemn și biserica de piatră de pe deal se face pe o scară de piatră, construită prin strădania monahiei Agafia Lemne „întru pomenirea fiului ei iubit locotenentul Dimitrie Lemne mort în războiul din 1877”, probabil în perioada anilor 1880-1900. Scara de piatră a necesitat o reparație de amploare după un timp relativ scurt, aceasta fiind realizată de Ministerul Cultelor în toamna anului 1923. Cauza degradării acestei scări a reprezentat-o alunecarea de teren.
Specialistul Dumitru Agachi a observat că structura de rezistență a majorității caselor mănăstirești este degradată, ca urmare a lipsei fundațiilor (casele sunt construite pe "furci", adică pe un schelet de susținere format din bârne masive din lemn se așeza o împletitură de nuiele umplută cu pământ argilos, bine omogenizat cu paie) și a utilizării de materiale cu durată de exploatare relativ redusă. Tavanele caselor sunt din scânduri sau tencuite. Materialul portant (bârne, furci, tălpi) a îmbătrânit în timp, din cauza vechimii, a instalării umidității în exces, dar și din cauza lipsei lucrărilor de întreținere. Astfel, terenul s-a tasat, pereții au început să se încline, au apărut fisuri care s-au dezvoltat chiar în crăpături largi. Dumitru Agachi considera că starea caselor era de precolaps, cele șase chilii din preajma bisericuței necesitând o intervenție de urgență pentru a mai putea fi salvate. Lucrările ar trebuie să vizeze și menținerea stabilității versantului prin plantarea de arbori în zona cu alunecări și construirea unui sistem de rigole care să dirijeze apele pluviale. El a sugerat ca restaurarea bisericuței de lemn să se facă cu îndepărtarea adaosurilor care au înstrăinat construcția de modelul originar, îndepărtarea
trotuarului din beton supralărgit și de grosime mare, degajarea soclului din piatră de tencuiala cu mortar de ciment și aplicarea de tratamente de protecție hidrofugă și antisepticã a lemnului.

## Ansamblul mănăstirii

### Biserica "Sf. Arhangheli Mihail și Gavriil"

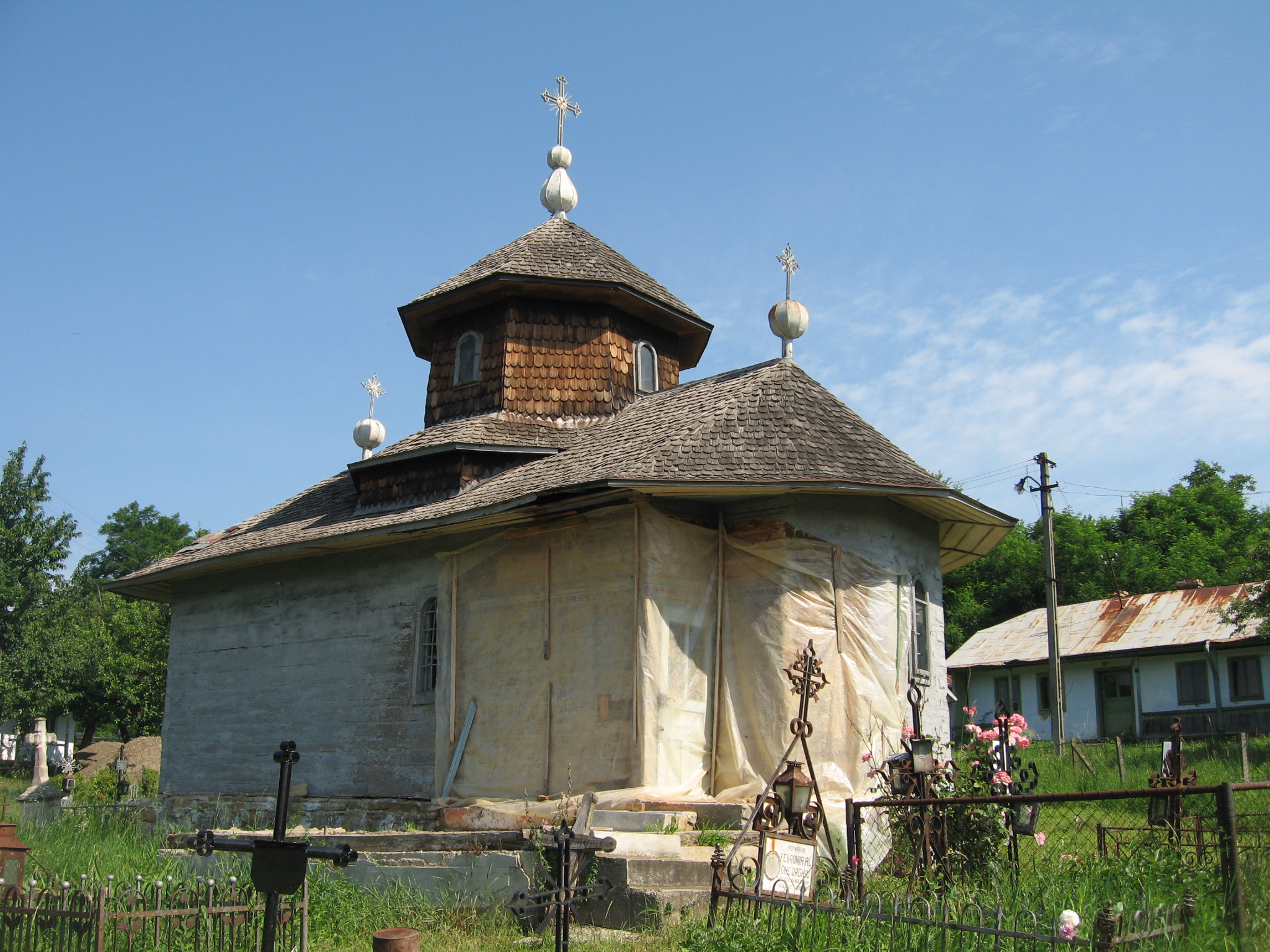
Biserica "Sf. Arhangheli Mihail și Gavriil"

Biserica "Sf. Arhangheli Mihail și Gavriil" a fost construită în prima jumătate a secolului al XVIII-lea de către pustnicul Agafton, fondatorul schitului. Ea este confecționată în totalitate din bârne groase de stejar.
După transformarea Schitului Agafton în mănăstire de maici prin 1814, bisericuța de lemn a devenit neîncăpătoare pentru comunitatea monahală în creștere. Astfel, între anii 1838-1843 a fost construită o nouă biserică de zid, cu hramul "Pogorârea Sf. Duh". Noua biserică a devenit biserica principală a mănăstirii, bisericuța din lemn preluând funcția de biserică de cimitir. Aici se află și mormintele celor trei mătuși după mamă ale poetului Mihai Eminescu: Sofia, Fevronia și Olimpiada Iurașcu, ultima dintre ele fiind, pentru o vreme, stareță a mănăstirii. Tradiția povestește că  de multe ori în copilăria sa, poetul Mihai Eminescu venea pe jos, din Ipoteștiul său natal pentru a-și vizita mătușile.
Pereții interiori ai bisericii vechi au fost pictați în frescă în perioada 1956-1957 de către pictorul arhimandrit Vartolomeu Dolhan (1912-1980). Bârnele de stejar ale edificiului au fost placate cu scânduri vopsite în culoarea albastră. Lăcașul de cult este acoperit cu șindrilă. Biserica se află în prezent în faza de restaurare, înlocuindu-se acoperișul din șindrilă cu unul nou.
În prezent, în această biserică se slujește numai de sărbătoarea hramului.
În jurul bisericuței se află cimitirul monahal unde sunt înmormântați călugării de demult și călugărițele. La intrarea în curtea cimitirului se află și un turn clopotniță de lemn.

### Biserica "Pogorârea Sf. Duh"

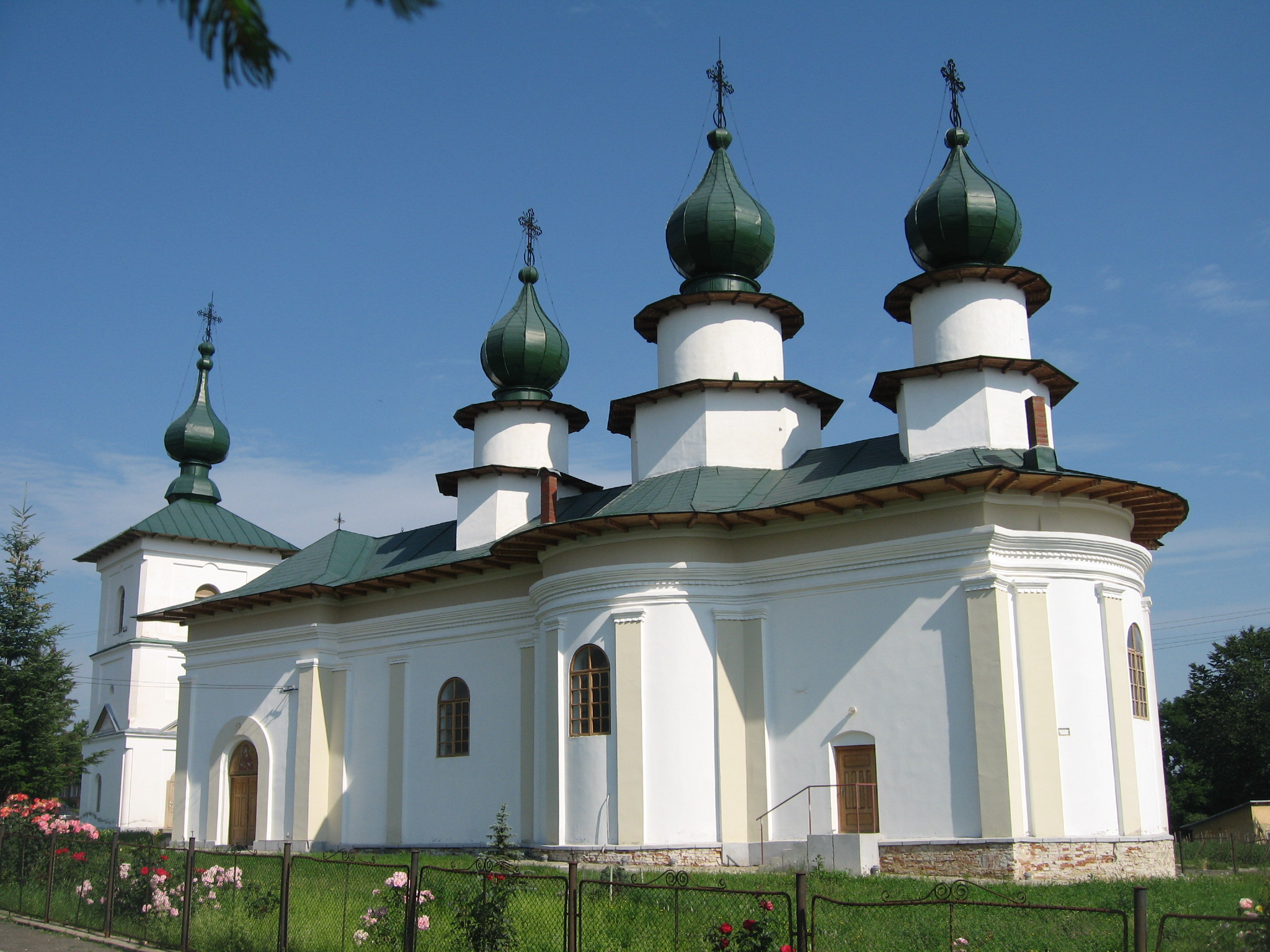
Biserica "Pogorârea Sf. Duh"

Biserica "Pogorârea Sf. Duh" a fost construită între anii 1838-1843, ca urmare a faptului că vechea biserică de lemn devenise neîncăpătoare pe măsură ce obștea monahală de la Agafton a crescut numeric. Piatra sa de temelie a fost pusă la 1 iulie 1838.
Deasupra ușii dintre pronaos și naos se află o pisanie cu următorul text: "Ziditu-sa aceasta sfântă biserică cu hramul Pohorârea Sfântului Duh în anii 1840-1843 cu binecuvântarea Marelui Mitropolit Veniamin Costache după planul arhimandritului Veniamin Velișcu, arhitect și pictor, prin osârdia Stareței Ctitore Agapia Curt, cu osteneala și ajutorul monahilor și a altor credincioși".
Noul lăcaș de cult este clădit în stil moldovenesc, fiind în formă de cruce, fără ornamentații exterioare și cu acoperișul prevăzut cu trei turle mari din lemn, cu baza octogonală. Pictura bisericii a fost realizată în anul 1929 de către pictorul P. Livescu din Botoșani, ea fiind restaurată între anii 1955-1956 de pictorul arhimandrit Vartolomeu Dolhan.
La vest de biserică a fost construit în anul 1878 un turn-clopotniță de formă pătrată, terminat cu o turlă rotundă asemănătoare celor de pe biserică.
Lângă biserică se află mormântul arhiereului Chesarie Răzmeriță "Sinadon" (1798-1888), fost locotenent de Mitropolit al Moldovei (1860-1863). El a decedat la Mănăstirea Agafton la 19 august 1888, fiind înmormântat două zile mai târziu lângă zidul bisericii "Pogorârea Sf. Duh", la dorința sa. Slujba înmormântării a fost celebrată de arhiereul Dositei Botoșăneanul.

### Chiliile mănăstirești
În jurul mănăstirii Agafton există un adevărat sat călugăresc ca și la mănăstirile Văratec și Agapia. Casele mănăstirești de la Agafton au reprezentat, în majoritate, zestrea părintească a fetelor la intrarea în cinul călugăresc, iar din acest motiv se află case montane (de tipul celor din Bucovina), case tradiționale de la sfârșitul sec. al XIX-lea din zona Botoșanilor sau chilii sugerând modelul Mănăstirii Agapia. Unele case sunt monumente de arhitectură valoroase, realizate cu mijloace
tradiționale, de către meșteri din zonele de proveniență ale maicilor.
Primele case au fost construite în prima jumătate a secolului al XVIII-lea, când sihastrul Agafton si-a „făcut mănăstioară cu chilii”. Cele mai vechi case sunt cele grupate în jurul bisericii de lemn sau amplasate pe culmea dealului. În jurul bisericii de lemn sunt șase case călugărești amplasate la numai 10 m mai spre deal, formând un careu cu deschiderea către bisericã (spre sud), sau „bătrânele case călugărești” după cum le denumește Al. H. Simionescu. Casele de pe deal se află de o parte și de alta a bisericii de zid, pe o alee largă, pe direcția vest – est.
Casele mănăstirești se remarcă prin prezența unor cerdacuri largi care sunt uneori prelungite pe lateralele construcției. Intrarea se face într-o tindă centrală, de unde are loc accesul în camerele casei, pe fiecare parte a tindei fiind plasate câte una sau două camere. Casele au un acoperiș.

## Eminescu și Mănăstirea Agafton
Mama poetului Mihai Eminescu, Raluca Iurașcu, a avut patru surori, dintre care trei s-au călugărit la Mănăstirea Agafton. Prezența lor este menționată în "Condica de toate Monahiile ce sî află în Monastirea Agaftonul, Plasa Târgului, Județul Botoșani, formată dupe ordinul Ministeriului de Culte no.8324 din 1872”, întocmită de protoierul iconom C. Lăzărescu, cu ajutorul stareței, schimonahia Susana Pisoschi. Acest document este păstrat în fondul Secției de Istorie Modernă a Muzeului Județean Botoșani (nr. inv. 2995).
Cele trei surori Iurașcu menționate în acea condică sunt următoarele:
- Fevronia Iurașcu (1812-1895) - născută în satul Corni din județul Botoșani; călugărită în 1828 la Agafton
- Sofia Iurașcu (1823-1897) - născută în satul Rușii Bals din Bucovina Mare; călugărită în 1840 la Agafton
- Olimpiada Iurașcu (1827-1902) - născută în satul Dumbrăveni din județul Botoșani; călugărită în 1840 la Agafton

Mai târziu, maicile Fevronia și Sofia au adus la mănăstire pe o nepoată de a lor, Safta Velisarie (1852-1926), care s-a călugărit sub numele de Xenia.
Dacă maicile Fevronia și Sofia erau schimnice și se ocupau cu citirea zilnică a Psaltirii, cu postul și cu metaniile, maica Olimpiada avea ascultări la bucătărie și de primire a oaspeților. Ea a fost aleasă mai târziu ca stareță a mănăstirii.
Tradiția povestește că de multe ori în copilăria sa, poetul Mihai Eminescu venea pe jos din Ipoteștiul său natal pentru a-și vizita mătușile. O mărturie a faptului că Eminescu citea în chiliile mănăstirii din cărțile religioase este prezența unei însemnări autografe a poetului pe fila 92, jos, a unui pateric manuscris, păstrat la Biblioteca Academiei Române, care a aparținut călugărițelor Fevronia, Sofia și Olimpiada Iurașcu.
După tradiția atonită, călugărițele de la Agafton erau așezate în mormânt înfășurate doar în rogojini, fără sicriu. Această rânduială este întâlnită în poezia „Mai am un singur dor“ a poetului Mihai Eminescu:
"Nu voi sicriu bogat

Nu-mi trebuie flamuri

Ci-mi împletiți un pat

Din tinere ramuri."
În anul 2002, cu sprijinul autorităților din Botoșani, maicile de la Mănăstirea Agafton au ridicat în curtea mănăstirii un mic monument cu bustul poetului.

## Starețele mănăstirii
Printre starețele mănăstirii au fost următoarele: 
- Agapia Curt
- Susana Pisoschi
- Olimpiada Iurașcu (1827-1902) - stareță între 1899-1902. Era născută în satul Dumbrăveni din județul Botoșani. Ea s-a călugărit în anul 1840 la Agafton.
- Evelina Honceriu (1882-1948) - stareță în perioada 1930-1948. Provenea dintr-o familie țărănească din satul Vârfu Câmpului (județul Dorohoi). A fost adusă de o mătușă (maica Glicheria) la mănăstire la vârsta de nouă ani. Aici a învățat carte, lucrul manual, meșteșugul covoarelor, muzica psaltică, slova veche și tipicul bisericesc. A fost călugărită în 1906 și rânduită ca eclesiarhă la biserica mănăstirii. În 1912, mitropolitul Pimen Georgescu a numit-o ca secretară și coordonatoare a nou-înființatului atelier de covoare din mănăstire. În anul 1930, toate cele 160 de maici și surori au ales-o ca stareță.[11]
- Agafia Moisa (1886-după 1972) - stareță în perioada 1949-1959. Provenea dintr-o familie țărănească din județul Dorohoi. A fost adusă de o mătușă la mănăstire la vârsta de șase ani. Aici a învățat carte, muzica psaltică și meșteșugul covoarelor. A fost călugărită în 1904, după ce fusese ucenica maicii Olimpiada Iurașcu, stareța Mănăstirii Agafton. Începând din 1912 a lucrat la atelierul de covoare din mănăstire. În 1917 a fost rânduită ca econoamă a mănăstirii, îndeplinind această ascultare timp de 32 de ani. După moartea maicii Evelina Honceriu, a fost aleasă în 1949 ca stareță a mănăstirii în care viețuiau pe atunci 240 de maici și surori. După promulgarea Decretului nr. 410/1959, Mănăstirea Agafton a fost desființată, iar maica Agafia a fost obligată să plece. Până în 1965 a locuit la o familie de credincioși din Iași. În acel an, a fost primită ca pensionară în Mănăstirea Slatina, unde funcționa un azil pentru maicile bătrâne. A murit acolo după anul 1972.[20]
- stavrofora Ambrozia Hrițuc

## Imagini

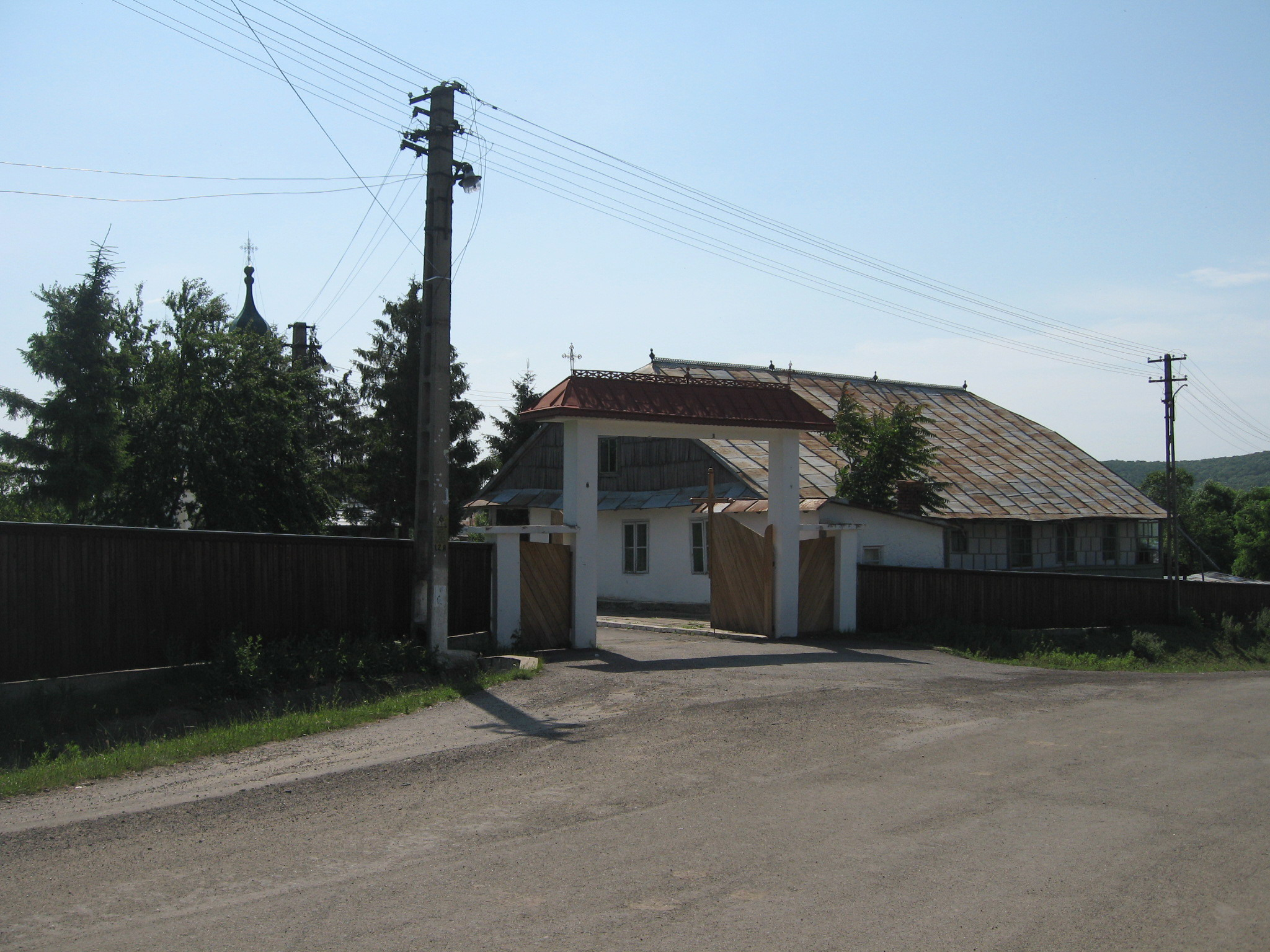
Intrarea în mănăstire
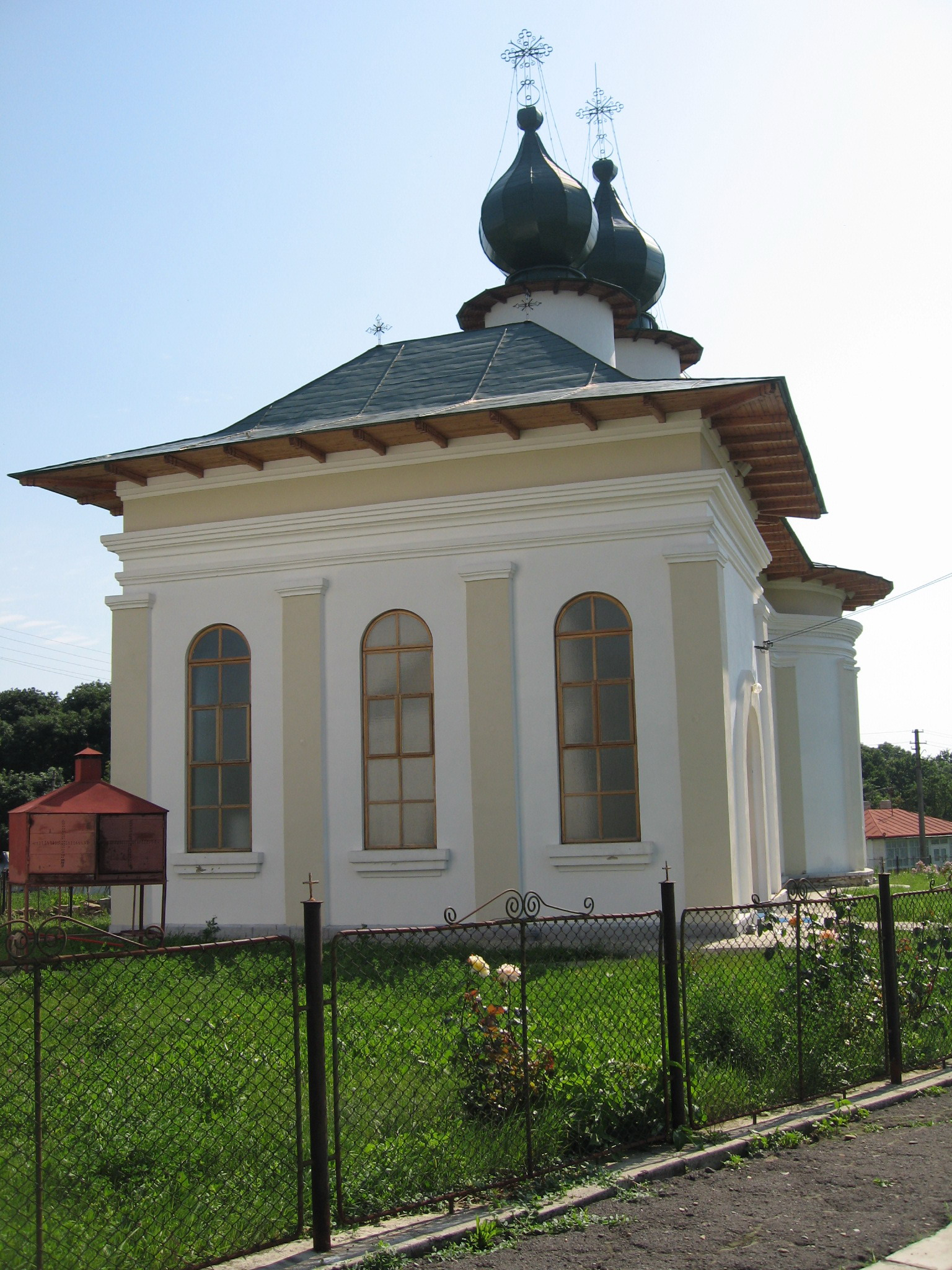
Biserica
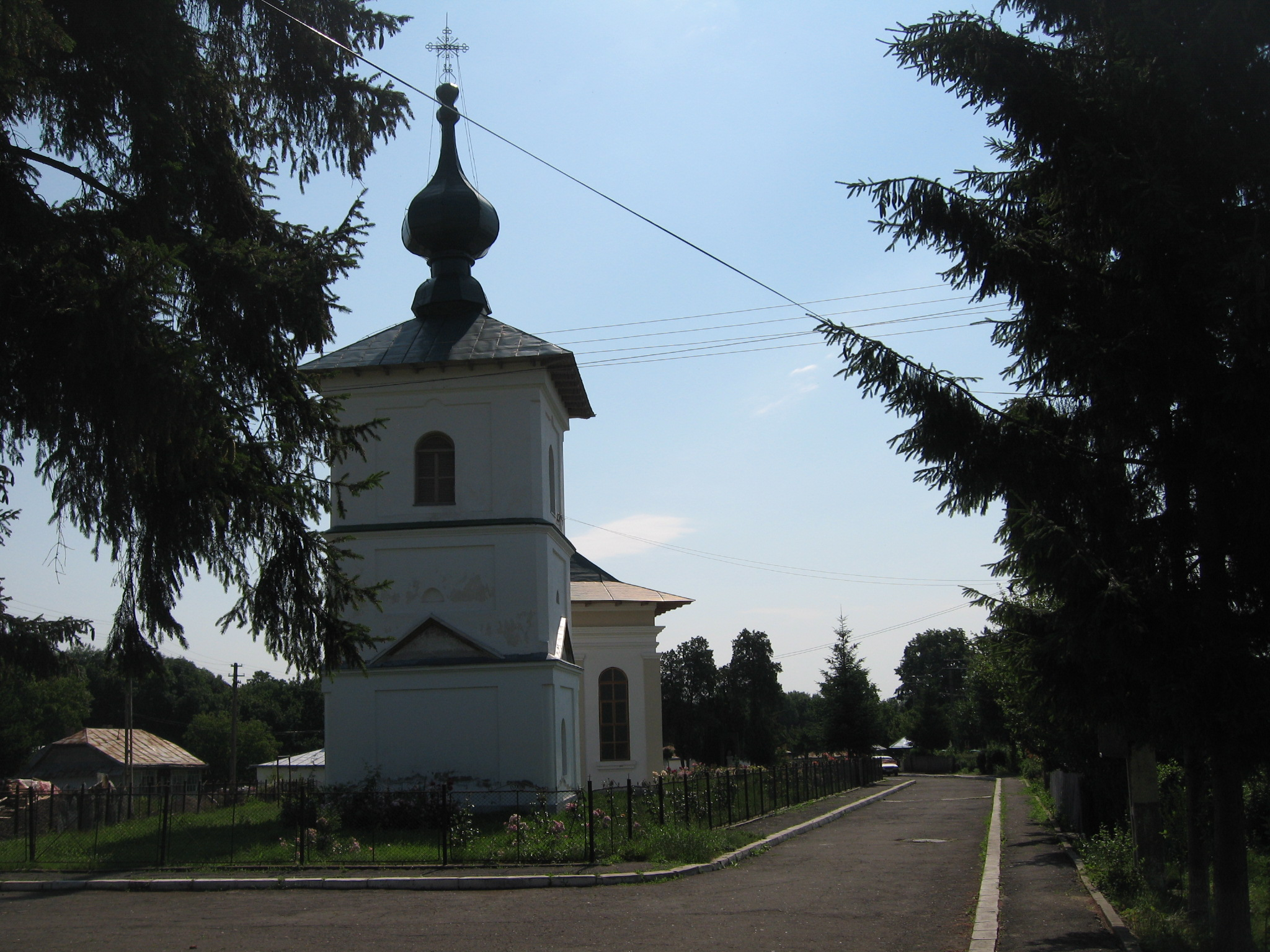
Biserica şi turnul clopotniţă
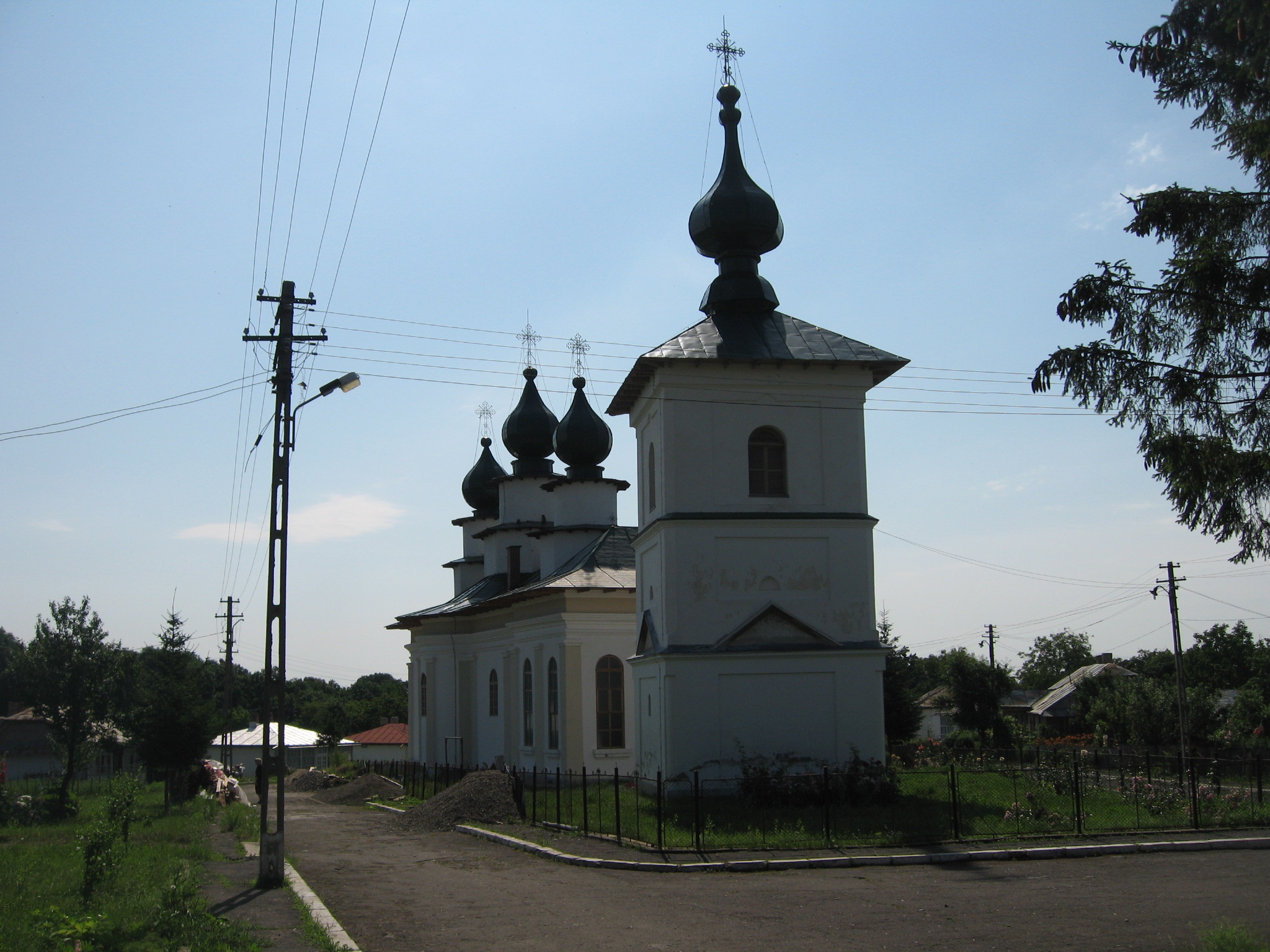
Biserica şi turnul clopotniţă
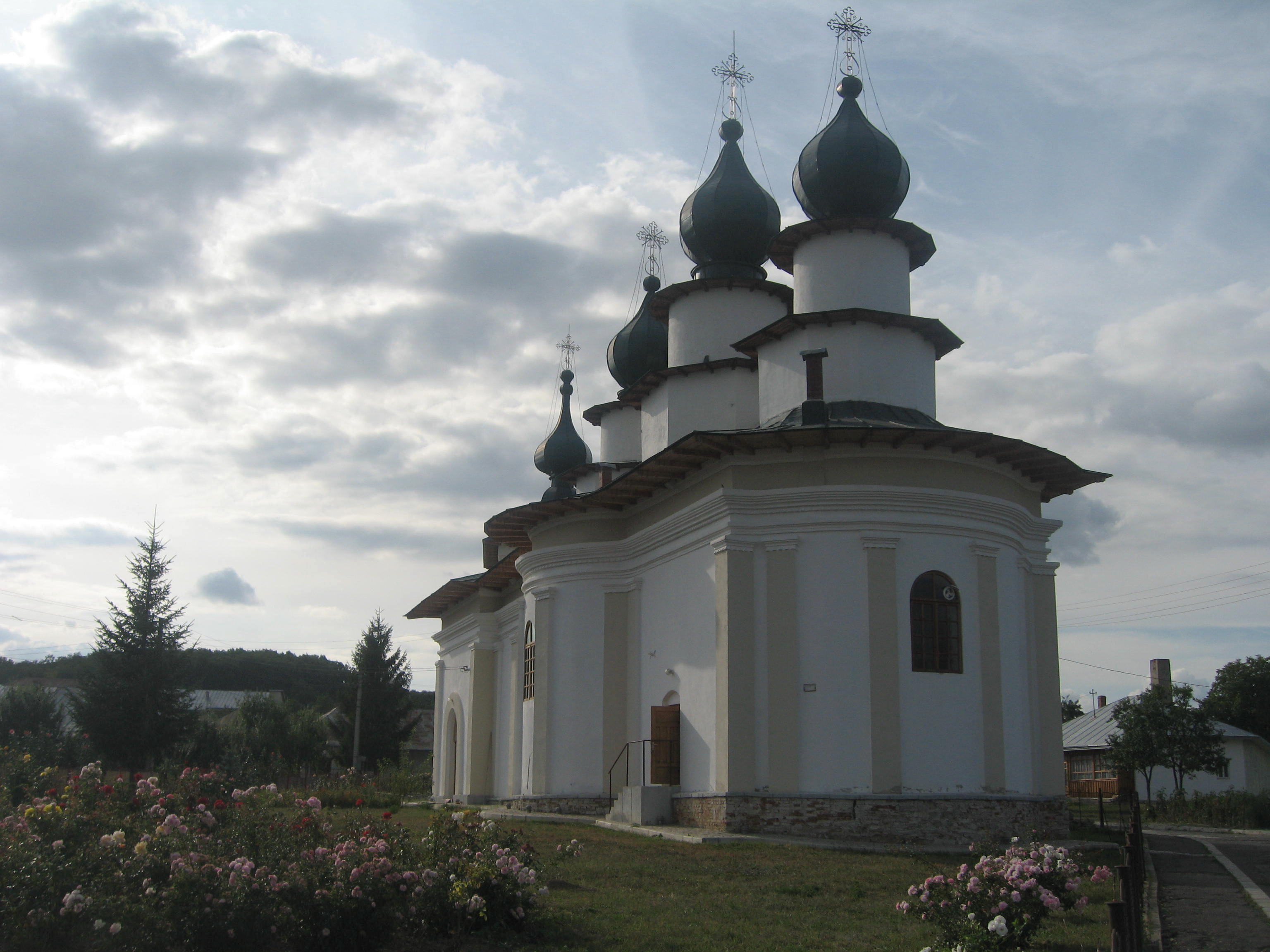
Biserica
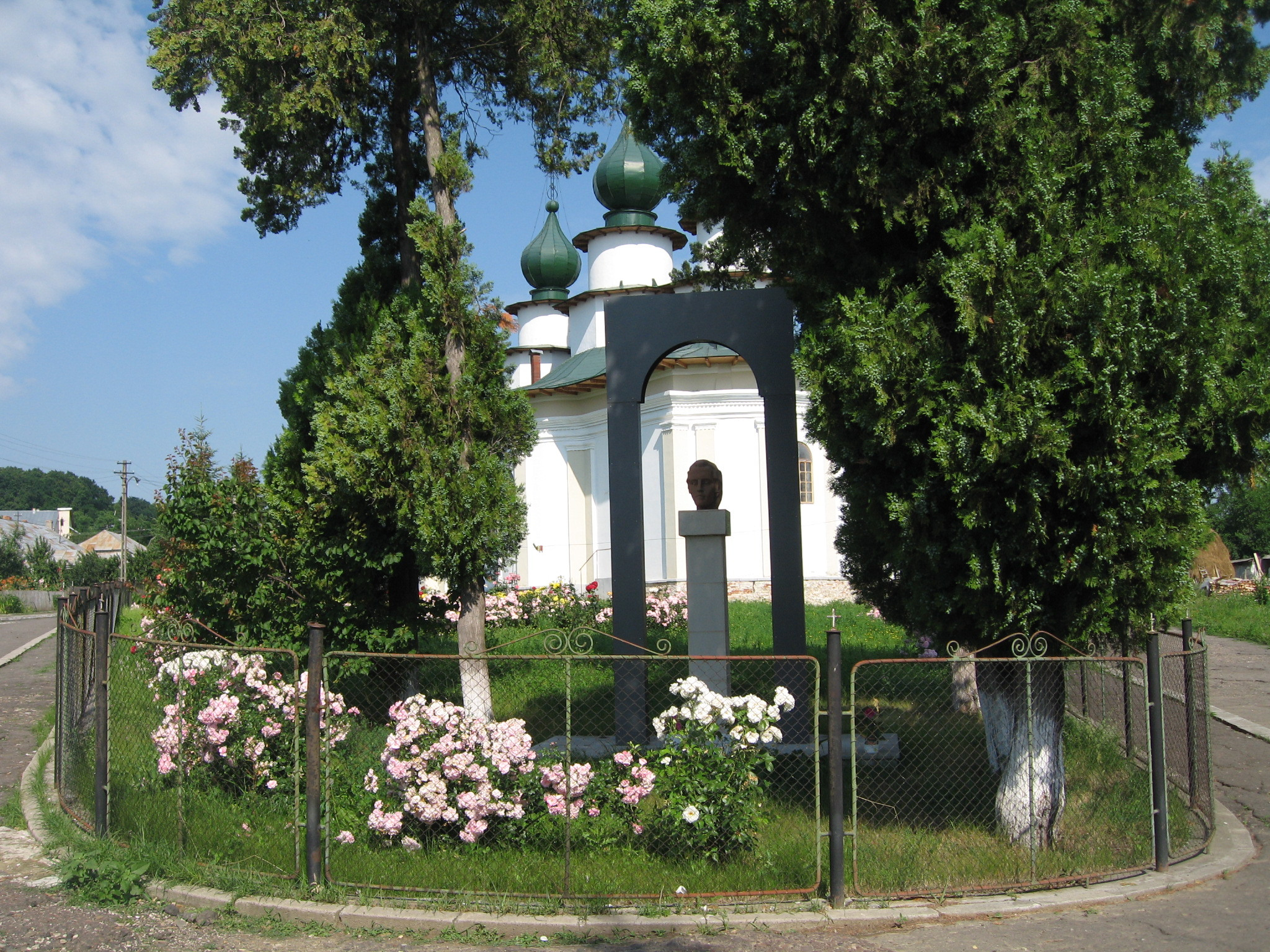
Monumentul lui Mihai Eminescu
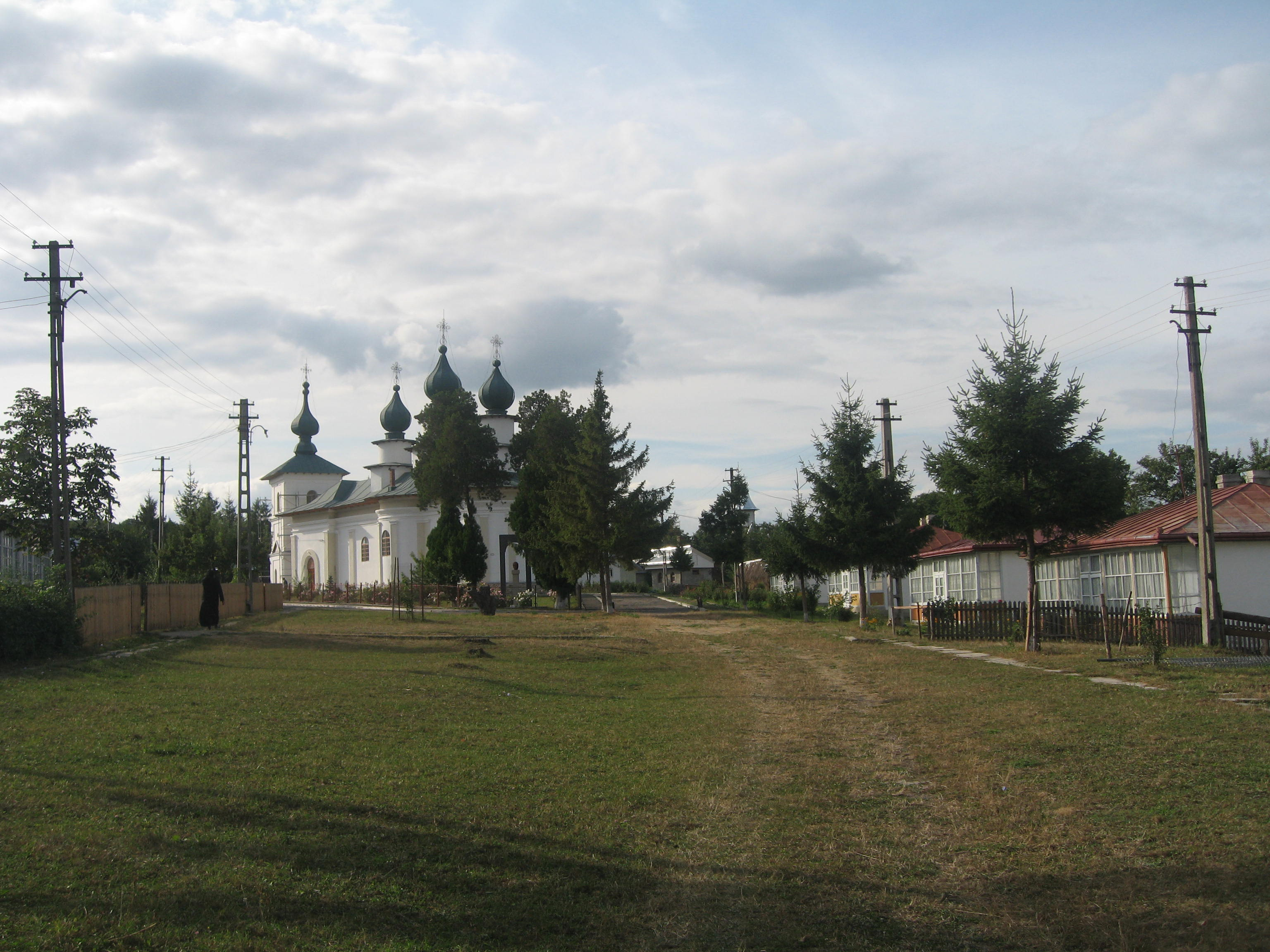
Biserica şi turnul clopotniţă văzute dinspre chilii
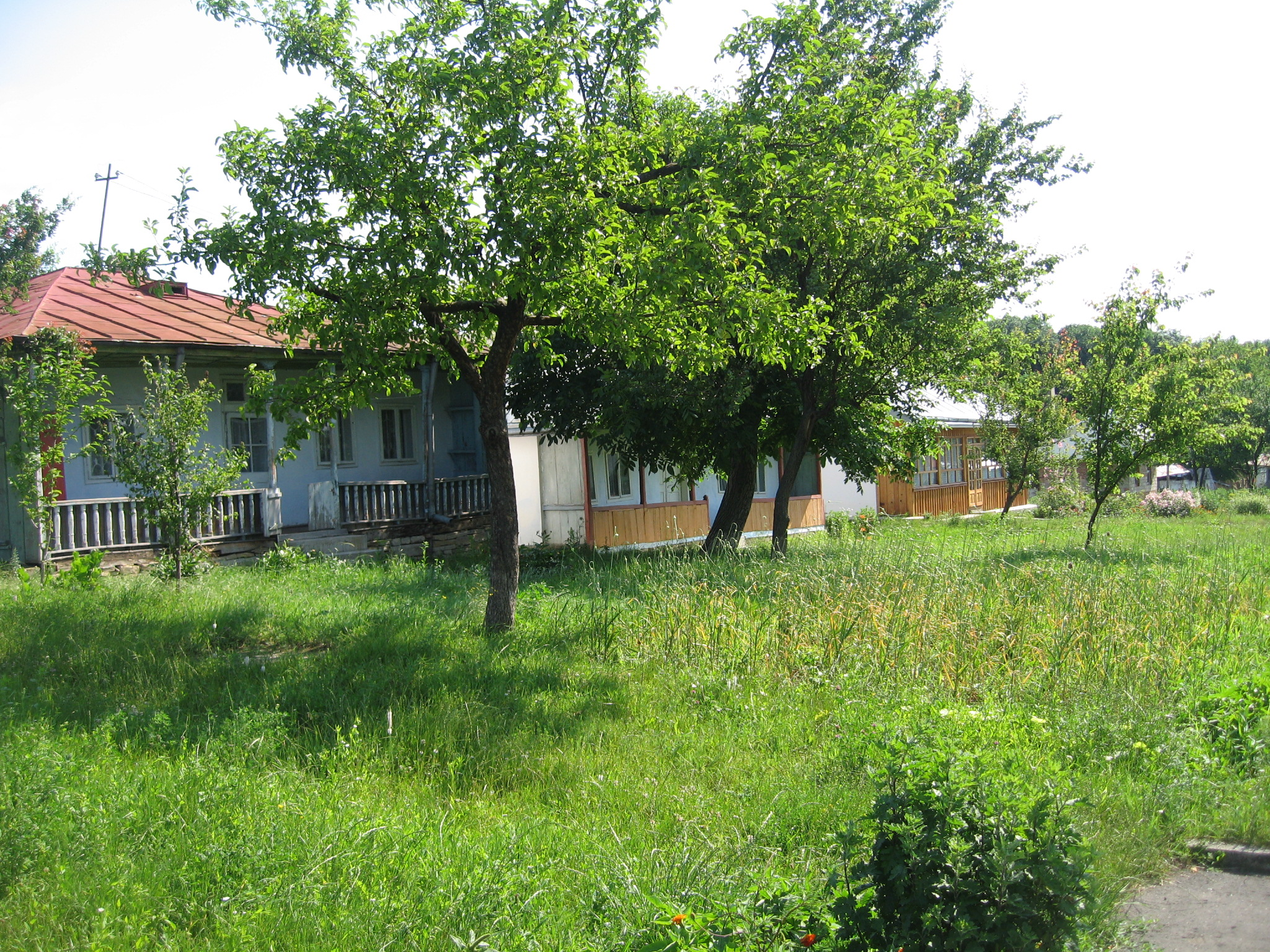
Chilii în părăsire
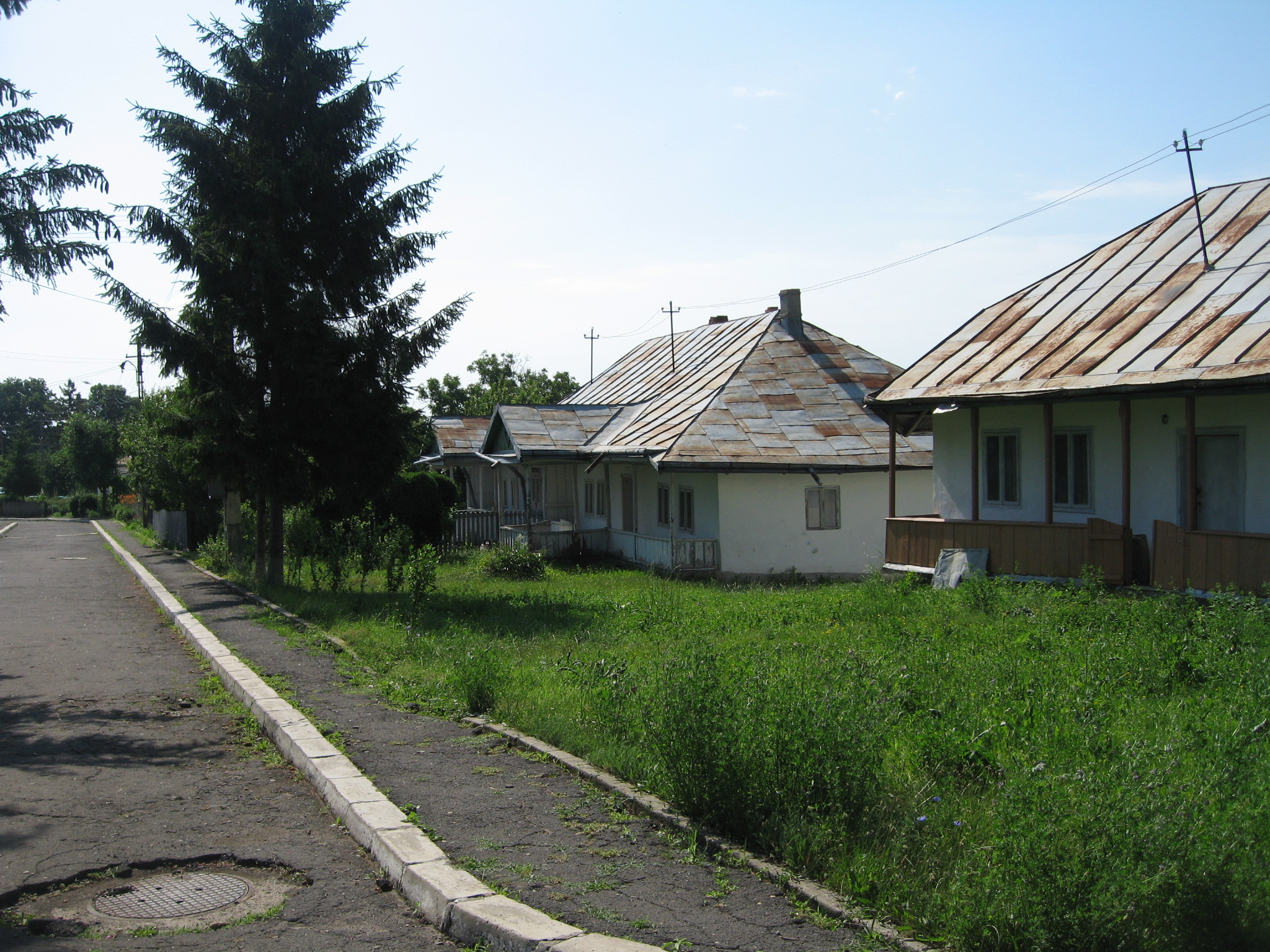
Chilii renovate
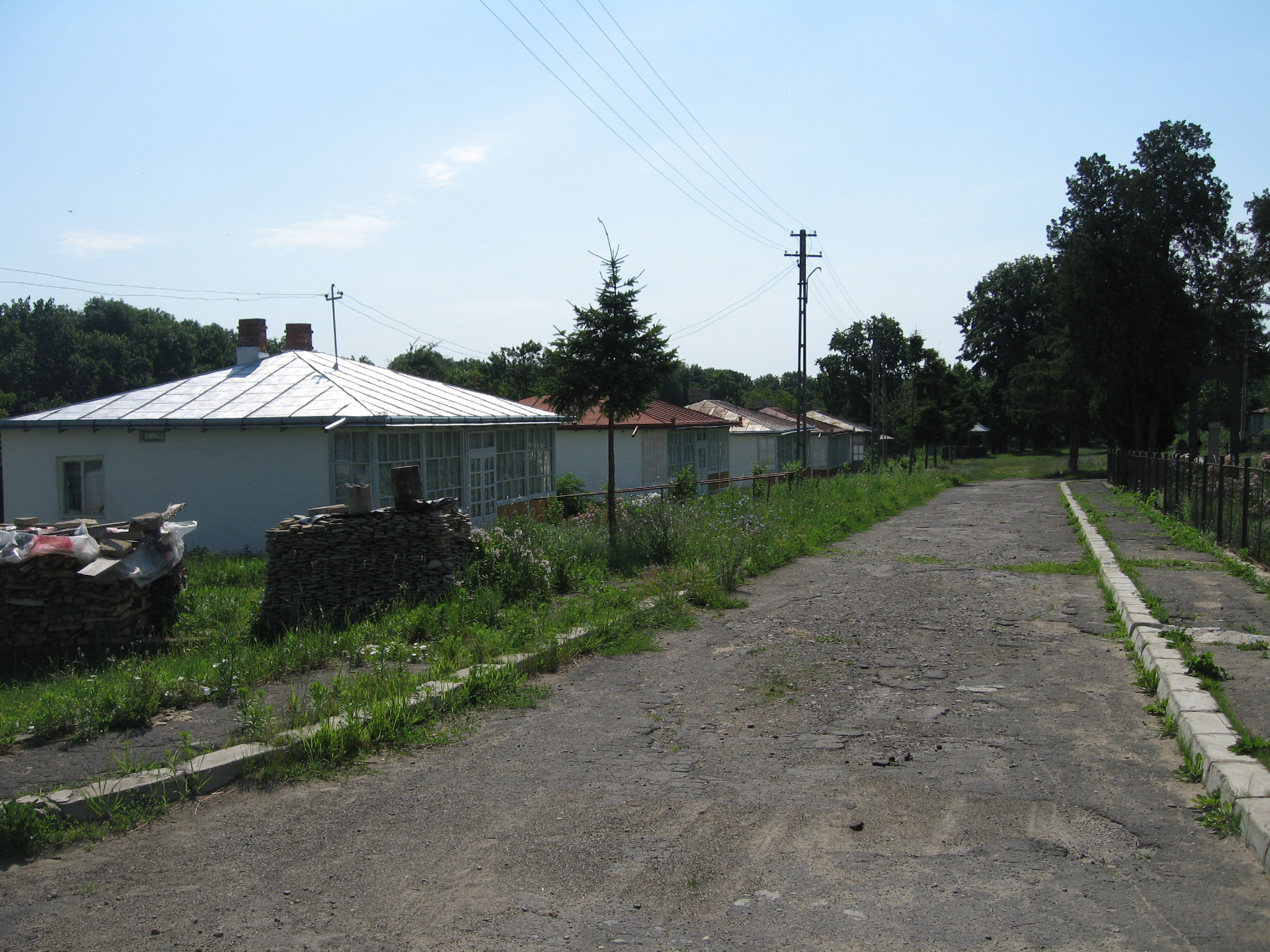
Chilii renovate
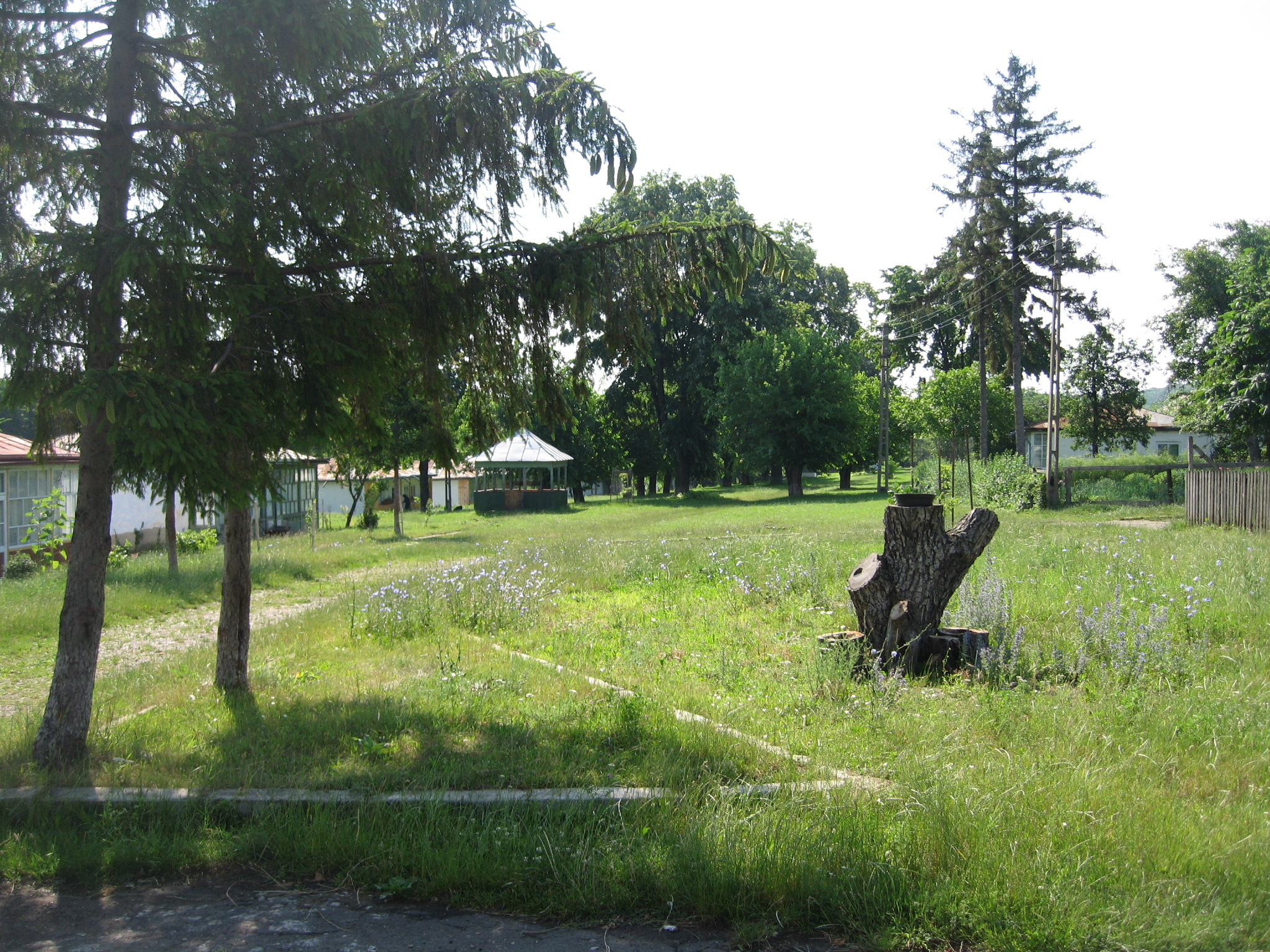
Parcul mănăstirii
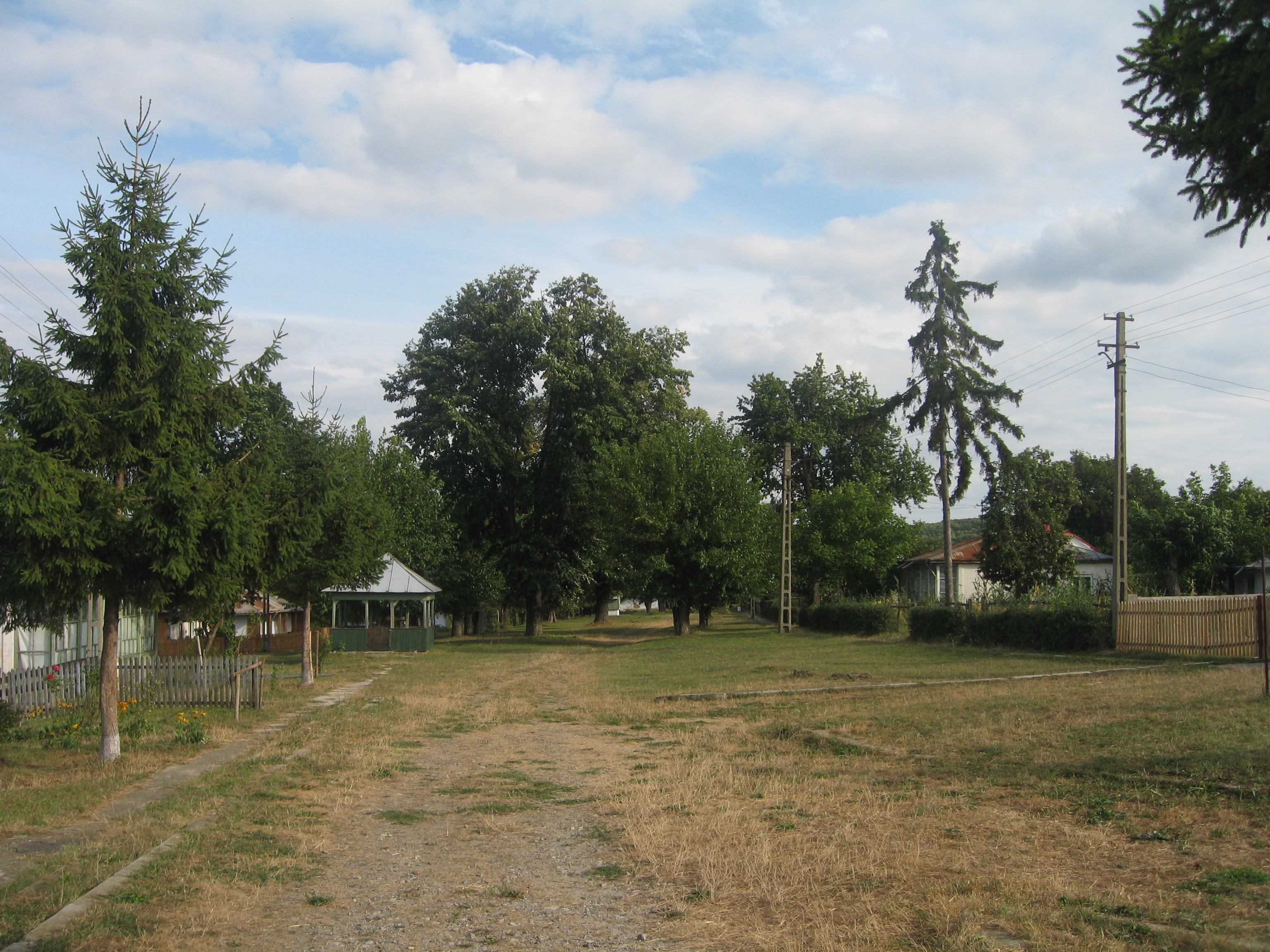
Parcul mănăstirii. De o parte şi de alta a drumului se întind chilii.
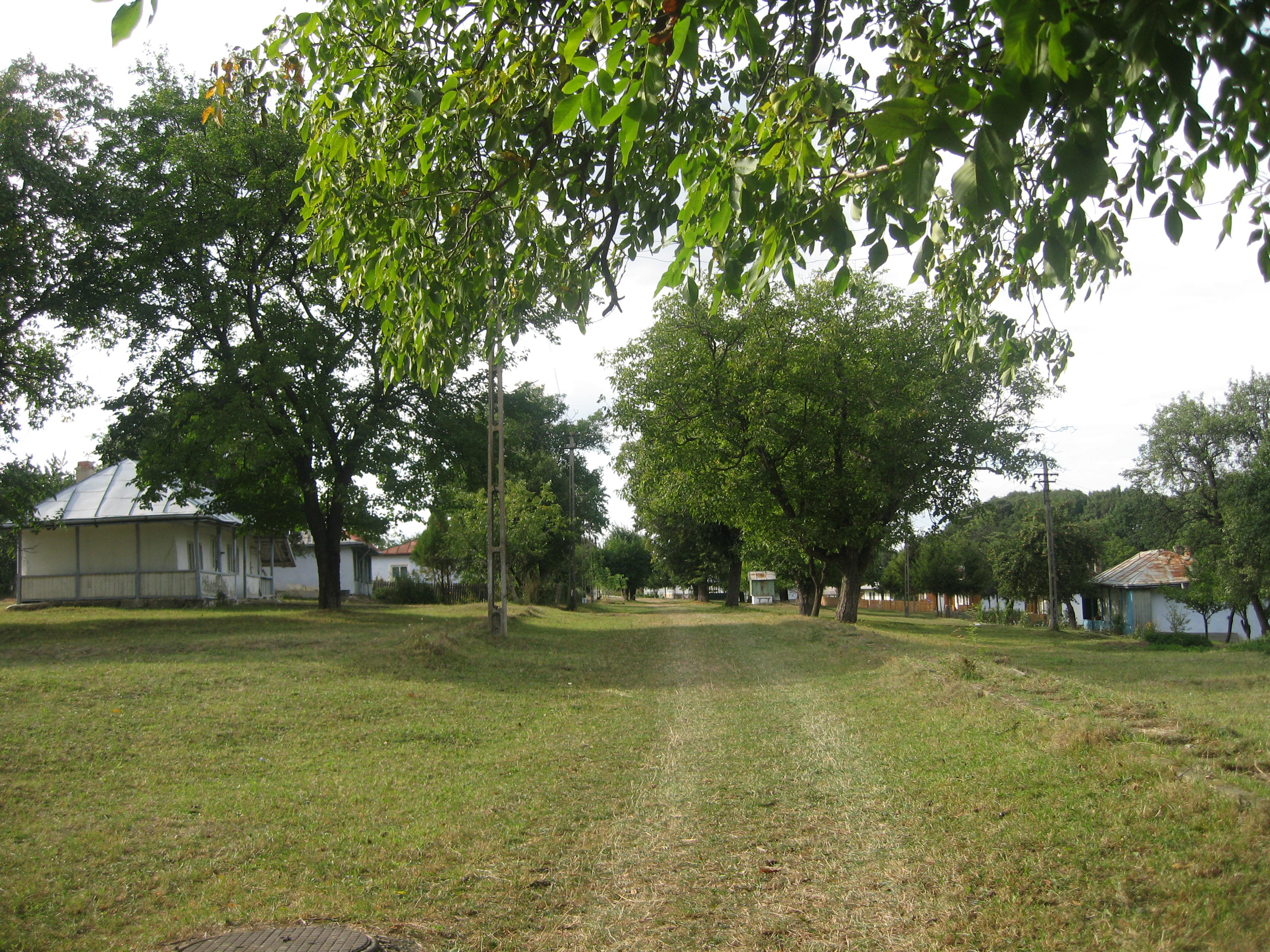
Chilii
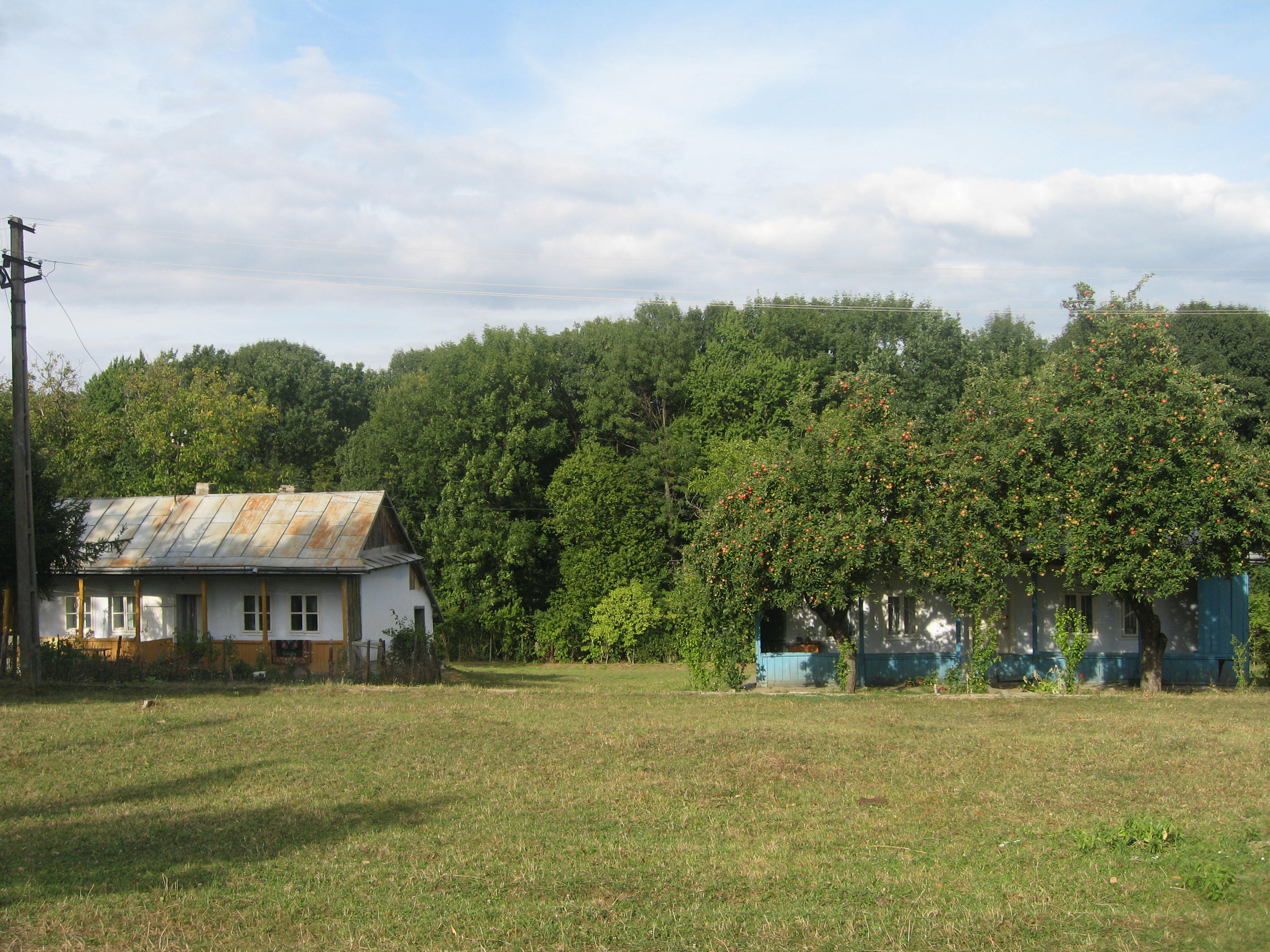
Chilii
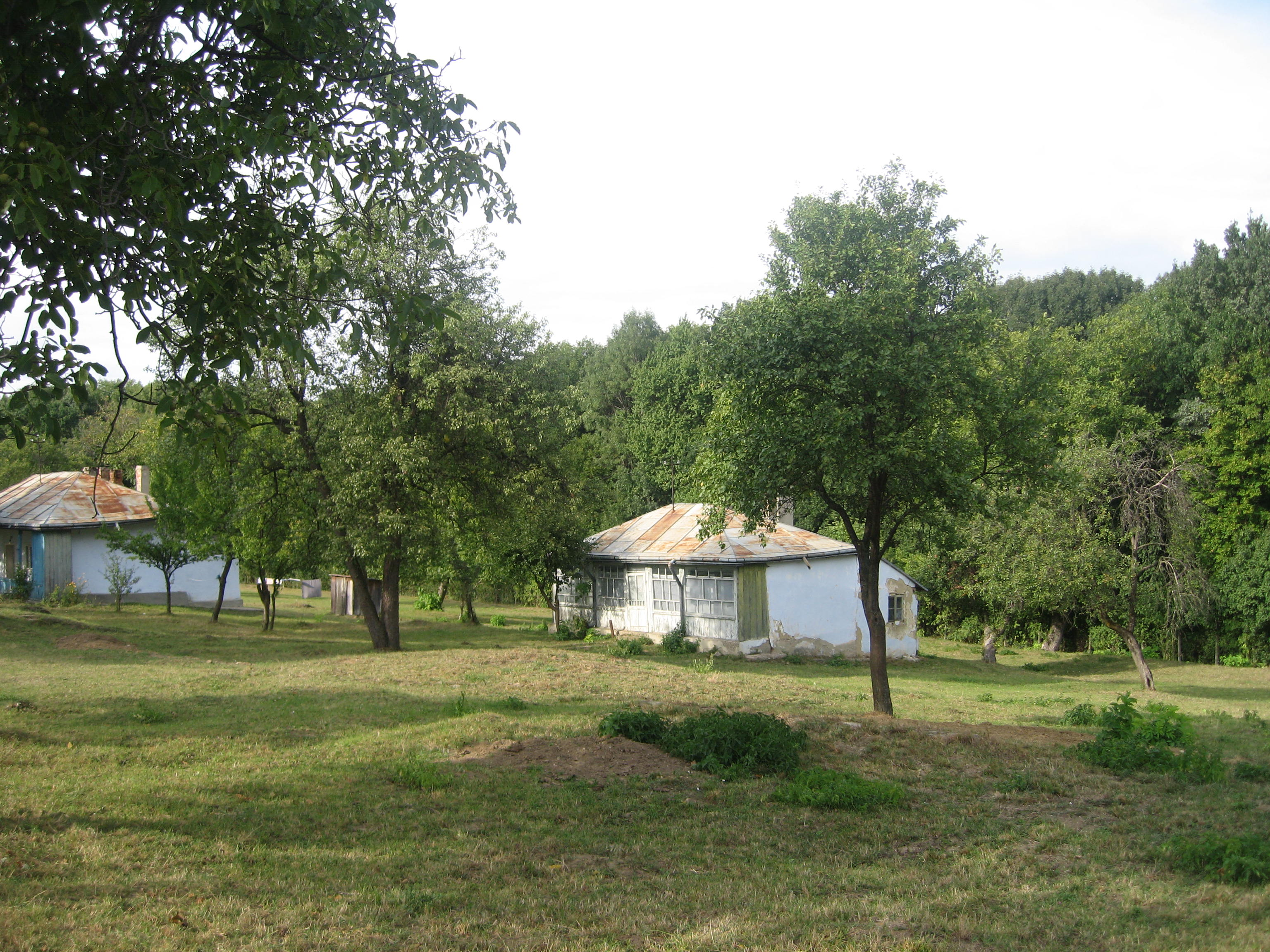
Chilii
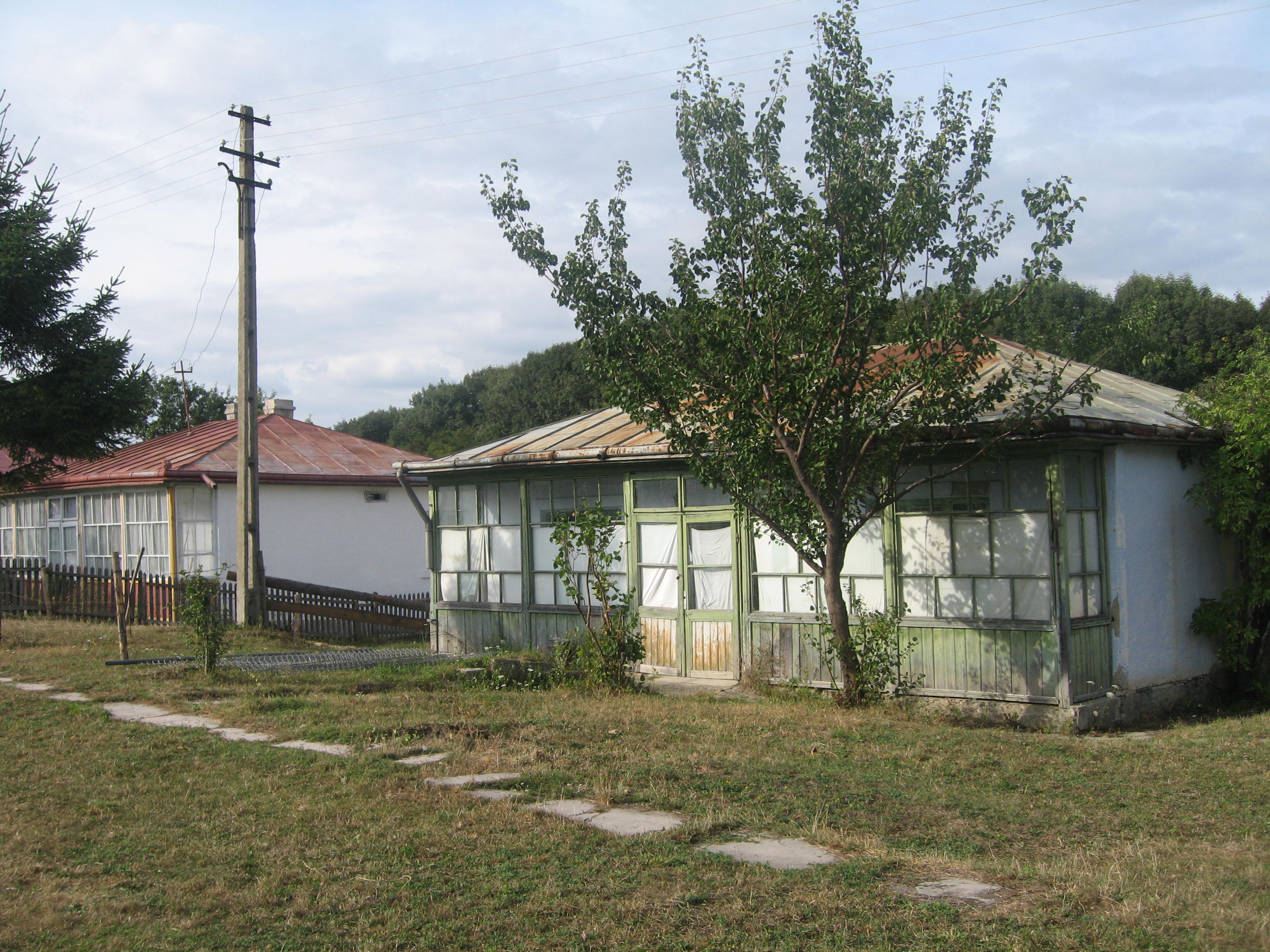
Chilii
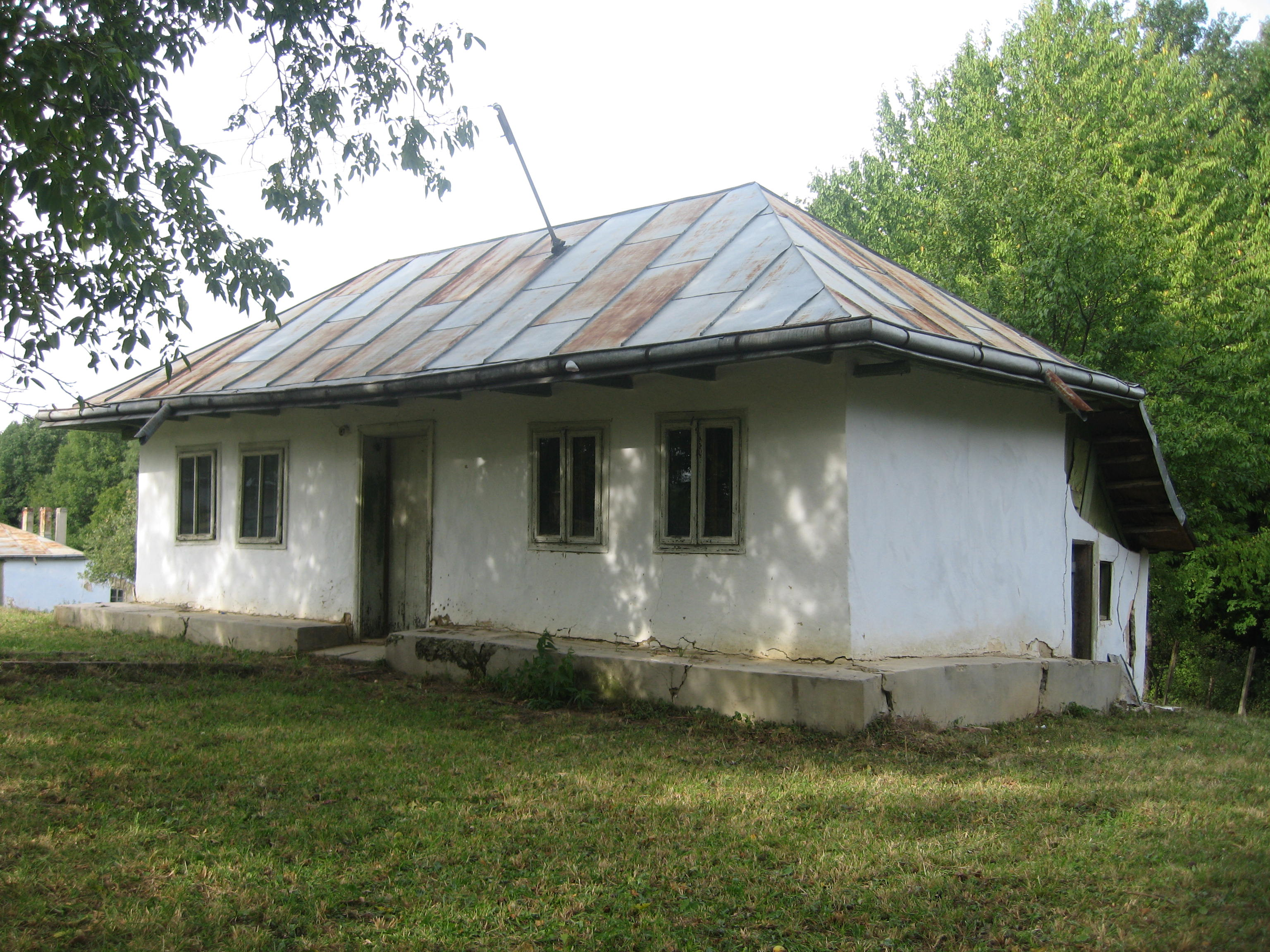
Chilii
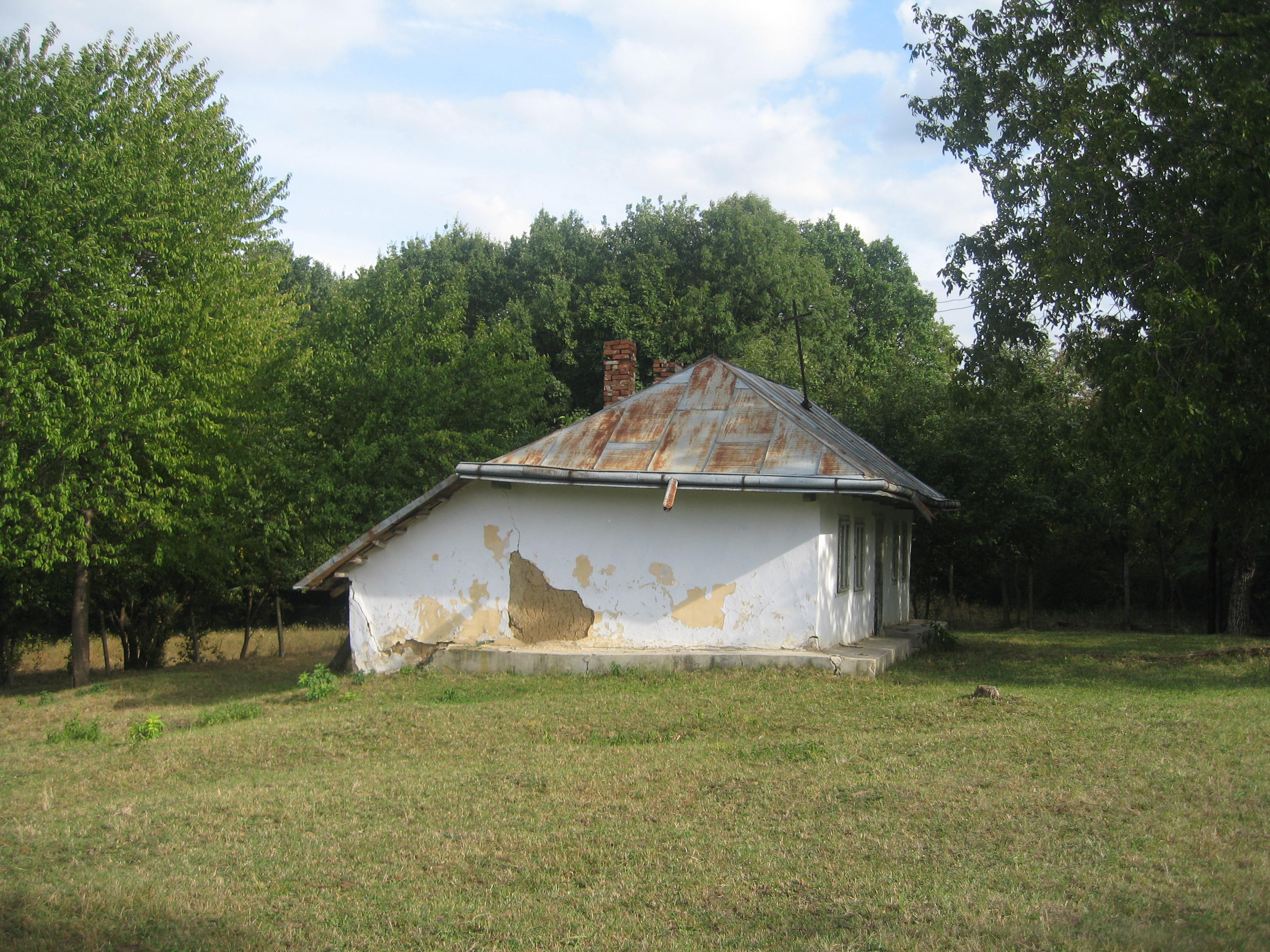
Chilii
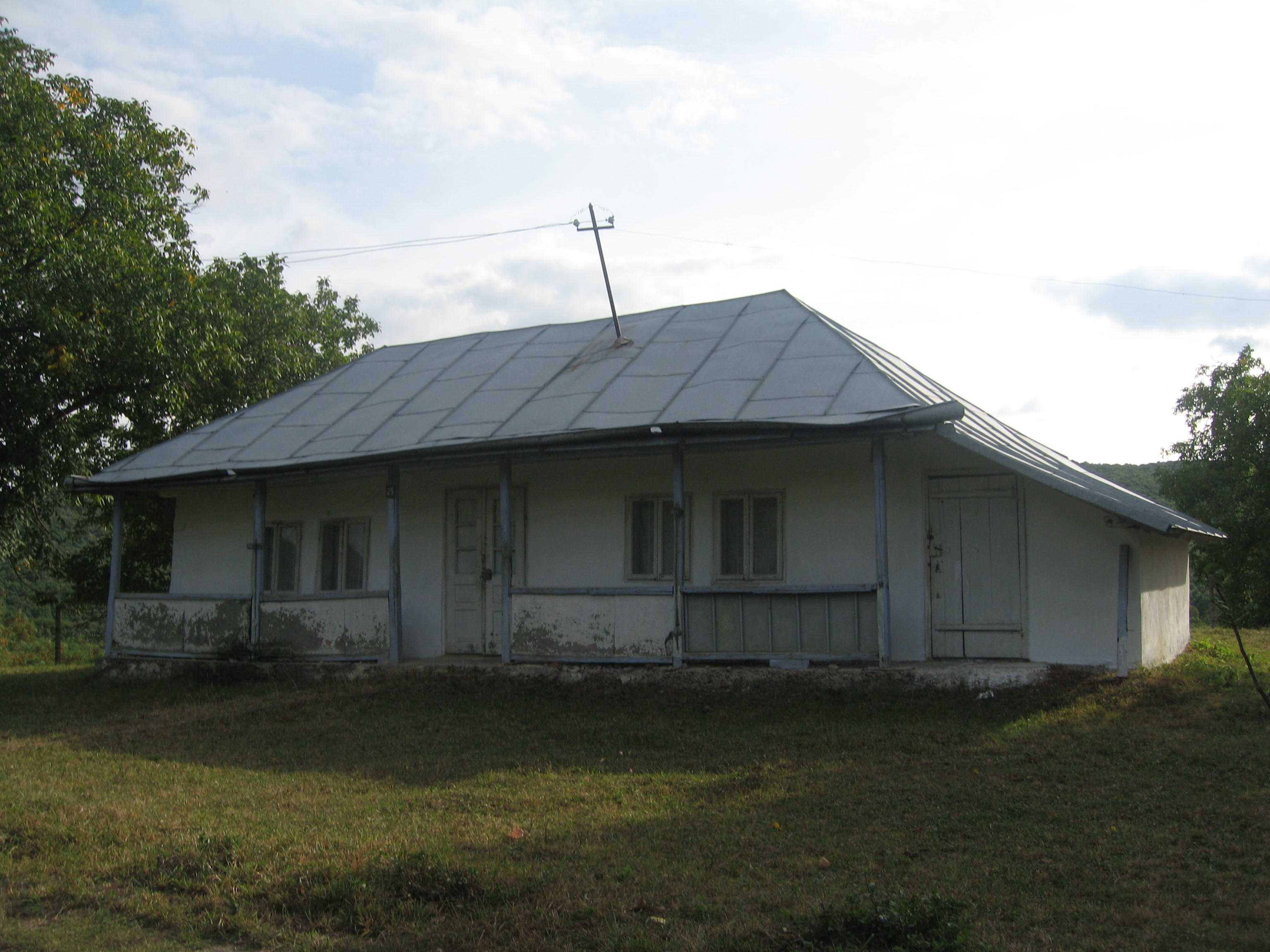
Chilii
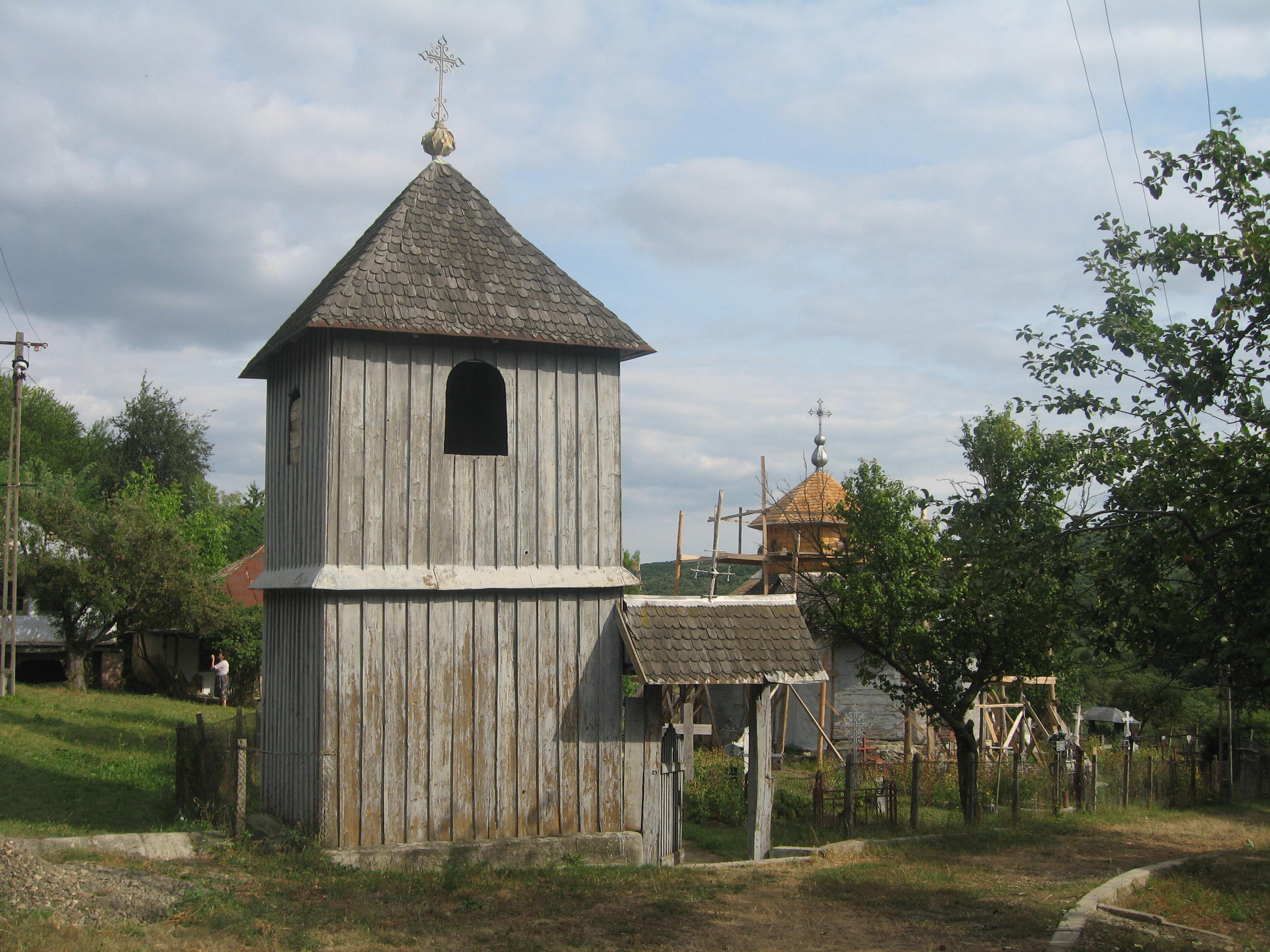
Turnul clopotniţă al bisericii de lemn
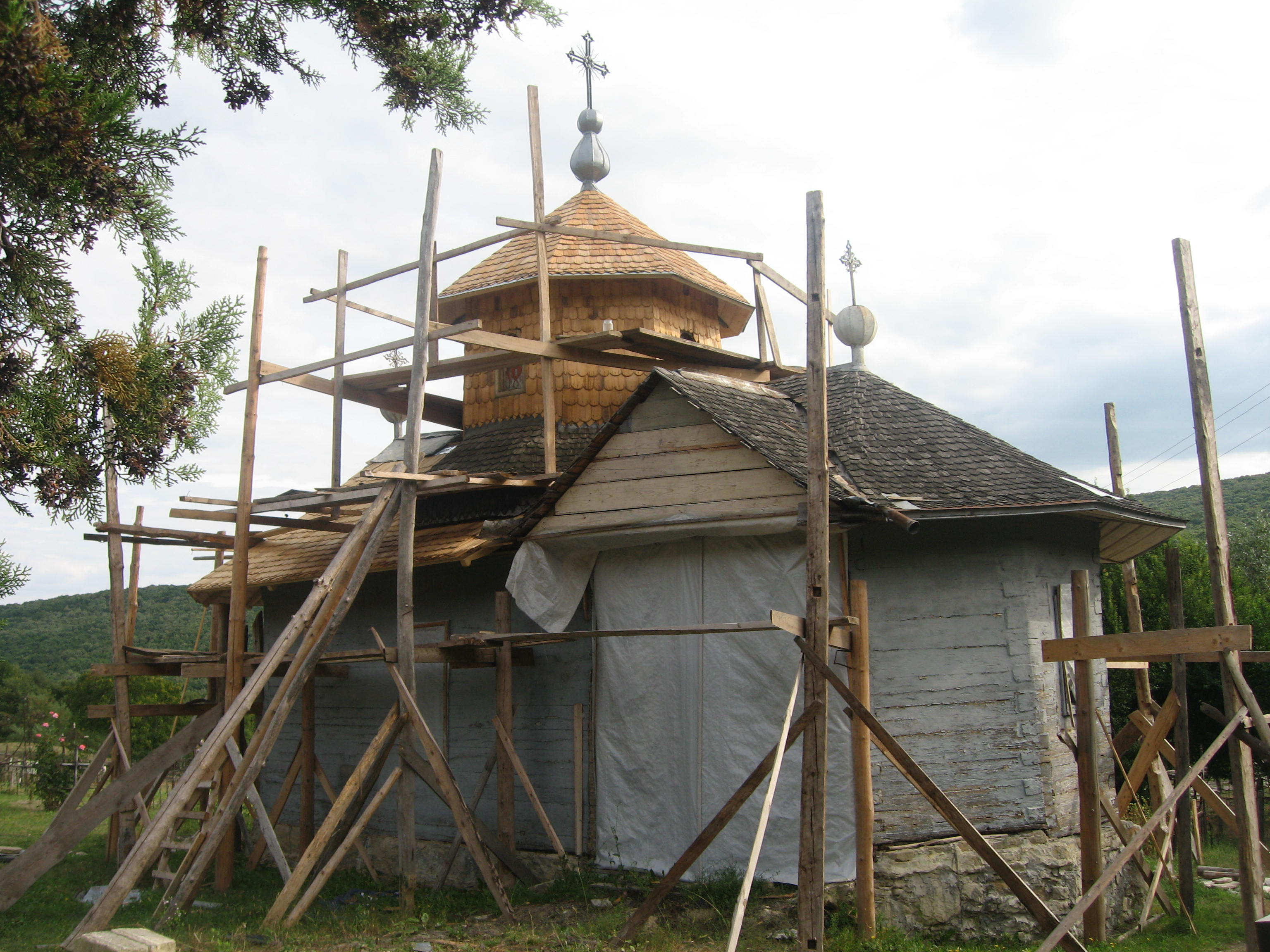
Biserica de lemn în reconstrucţie
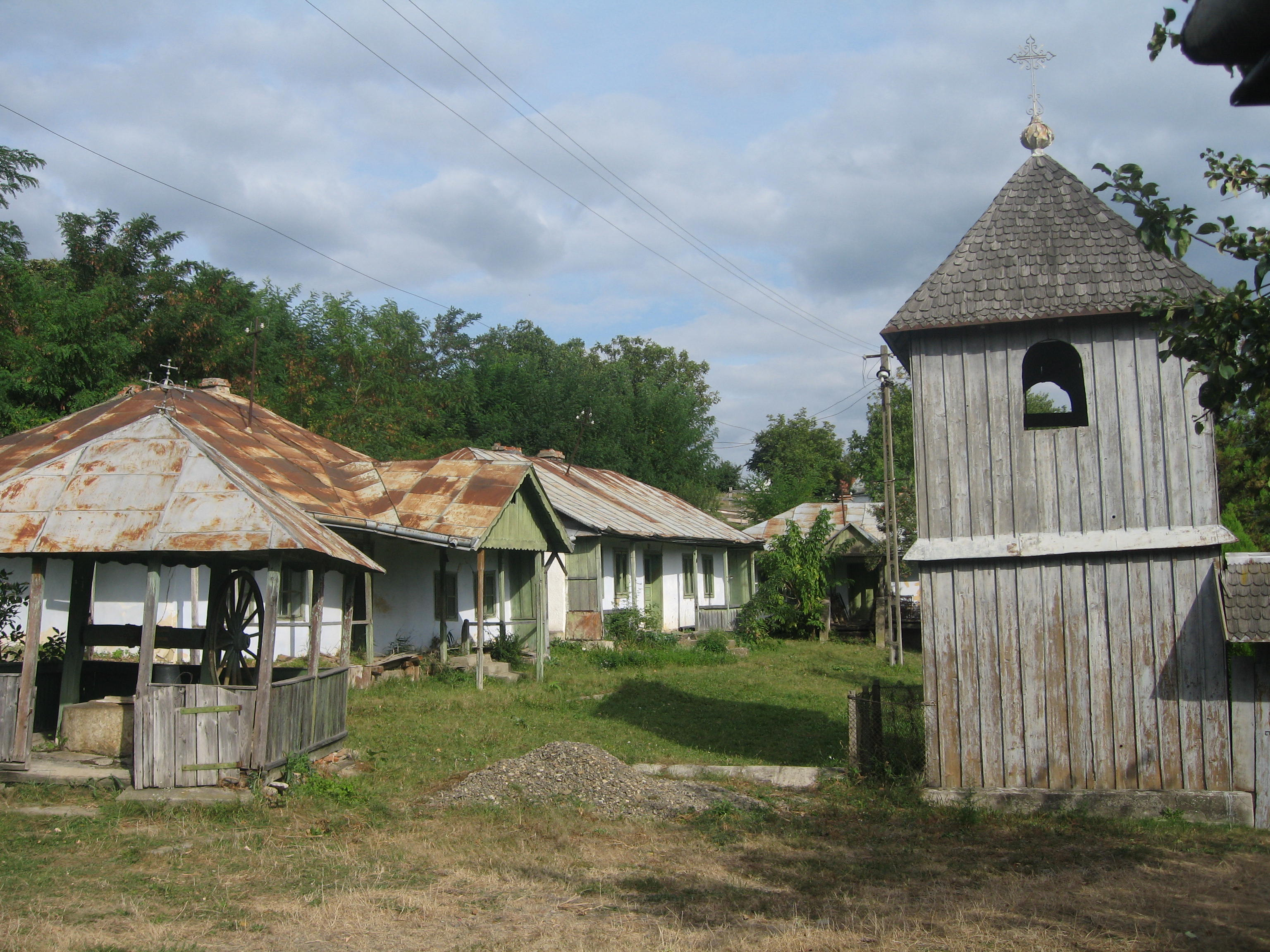
Turnul clopotniţă de lemn şi chilii părăsite
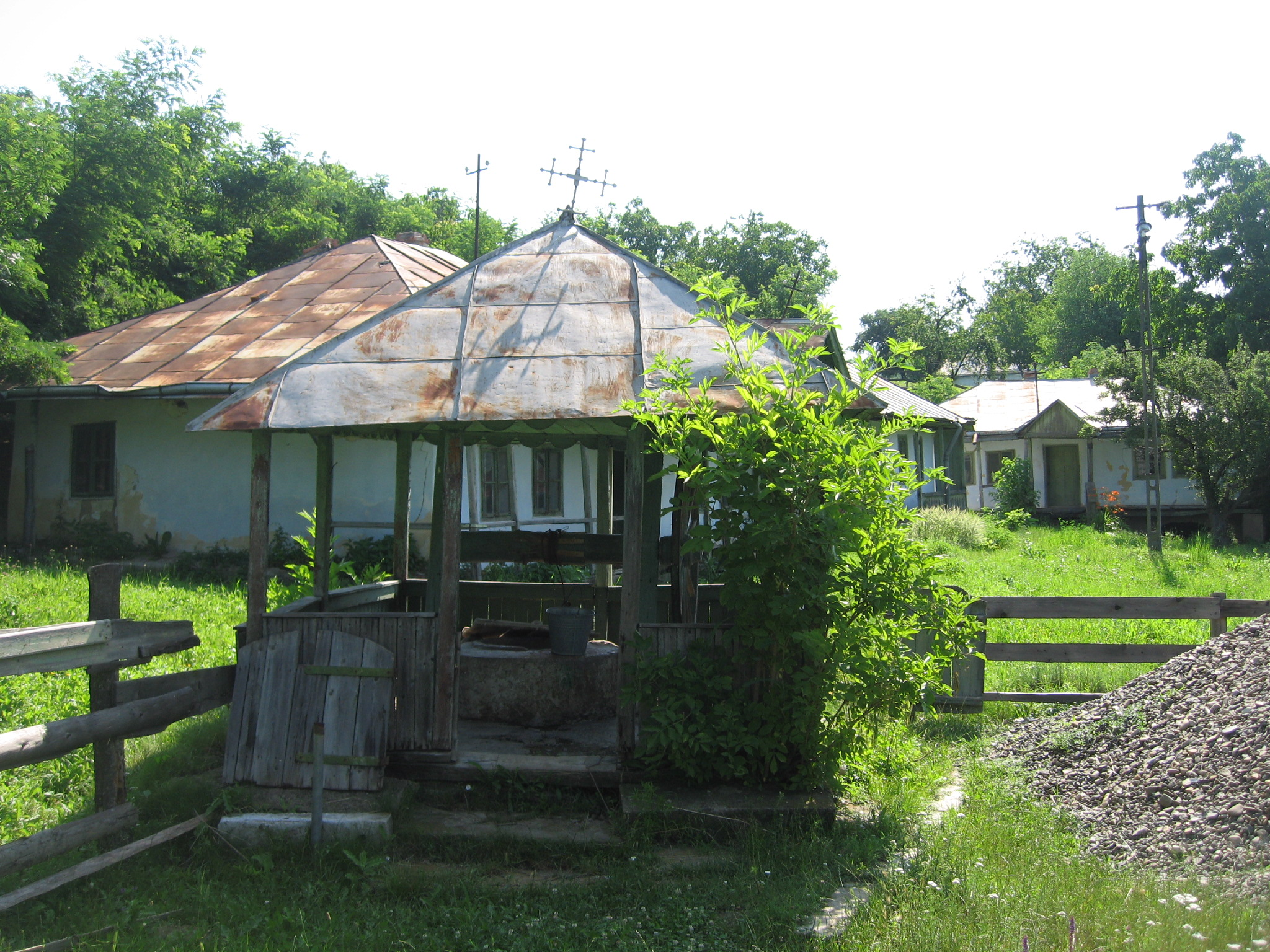
Chilii în părăsire lângă biserica de lemn
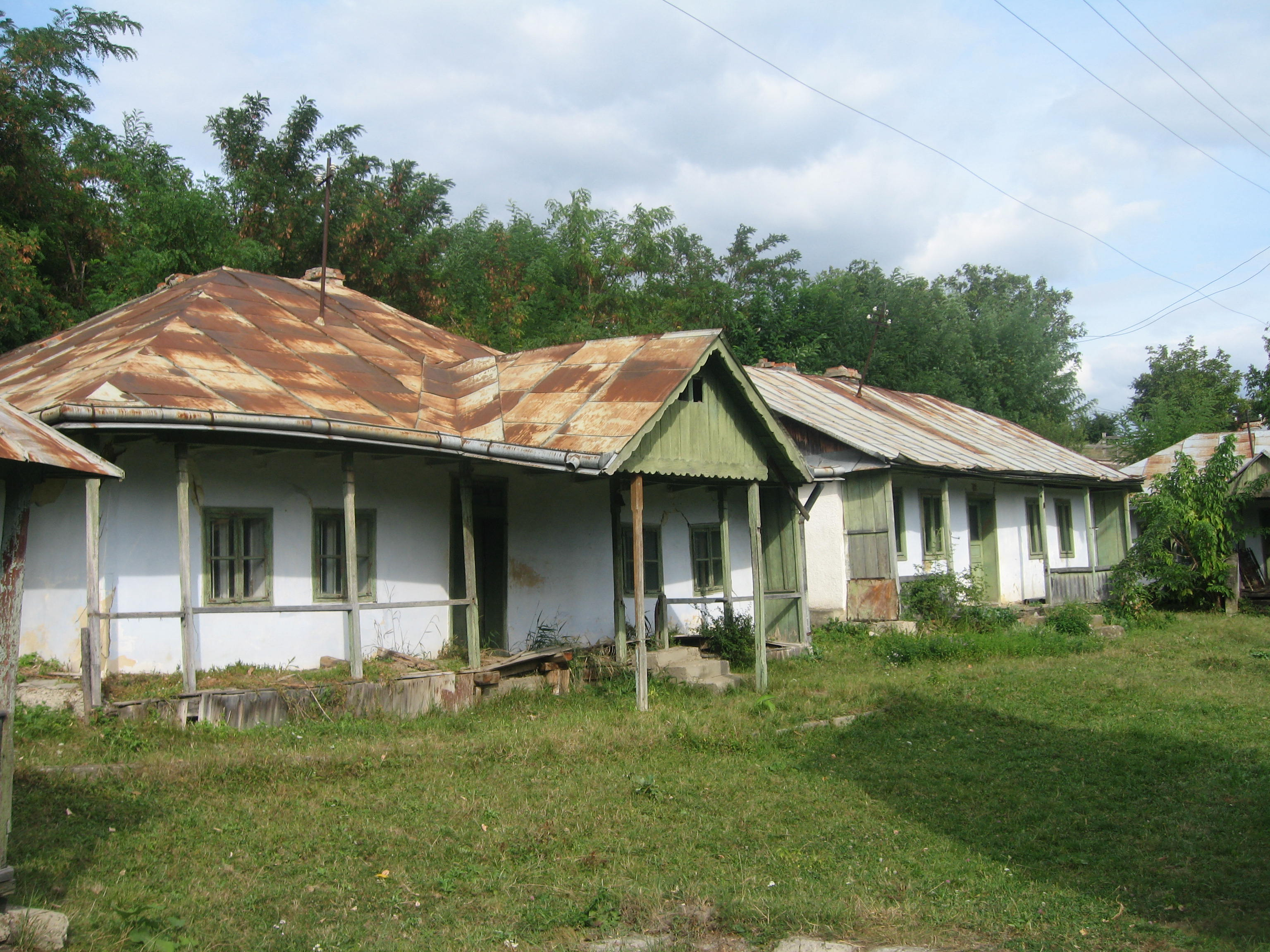
Chilii părăsite lângă biserica de lemn
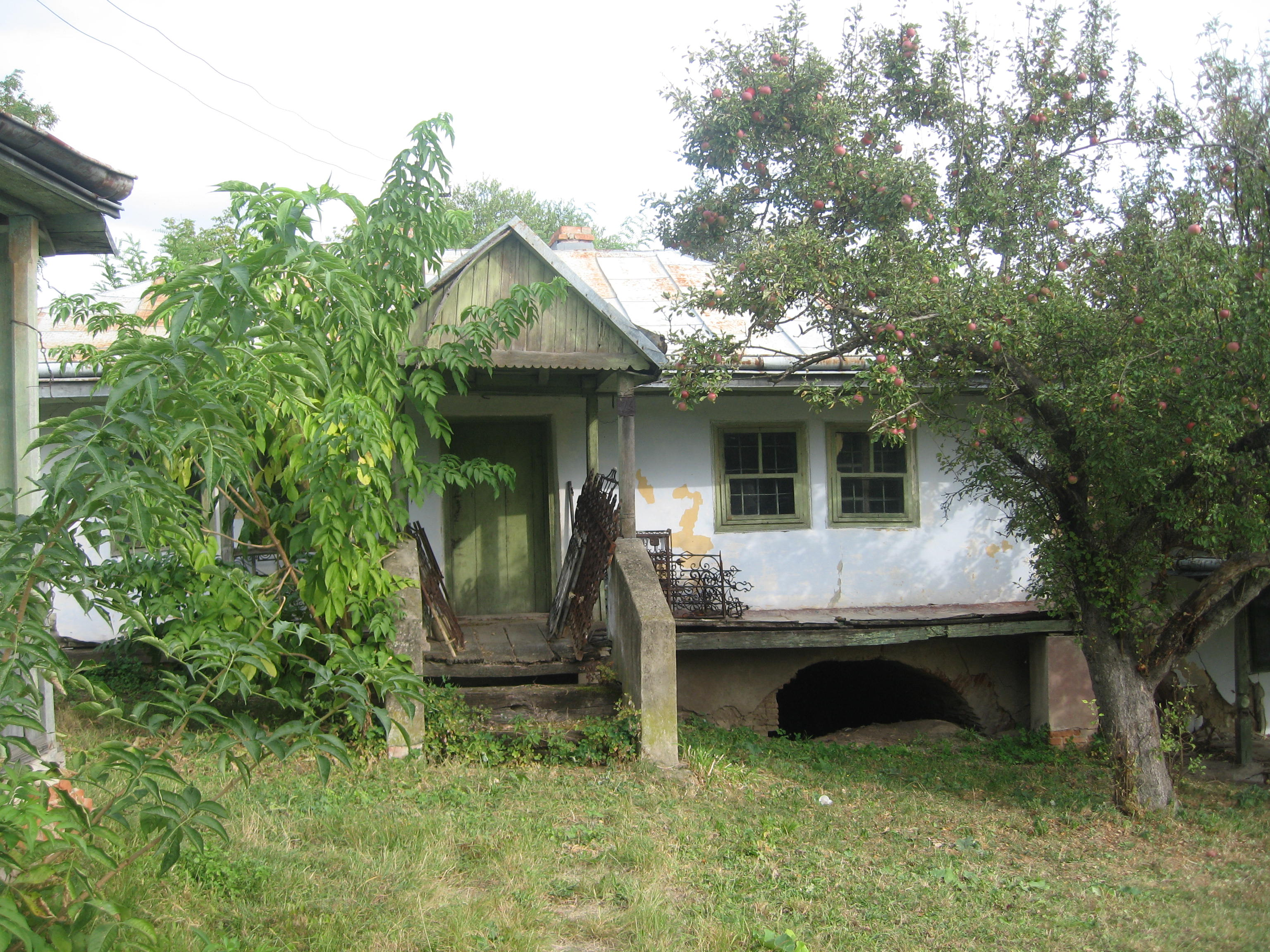
Chilii părăsite lângă biserica de lemn
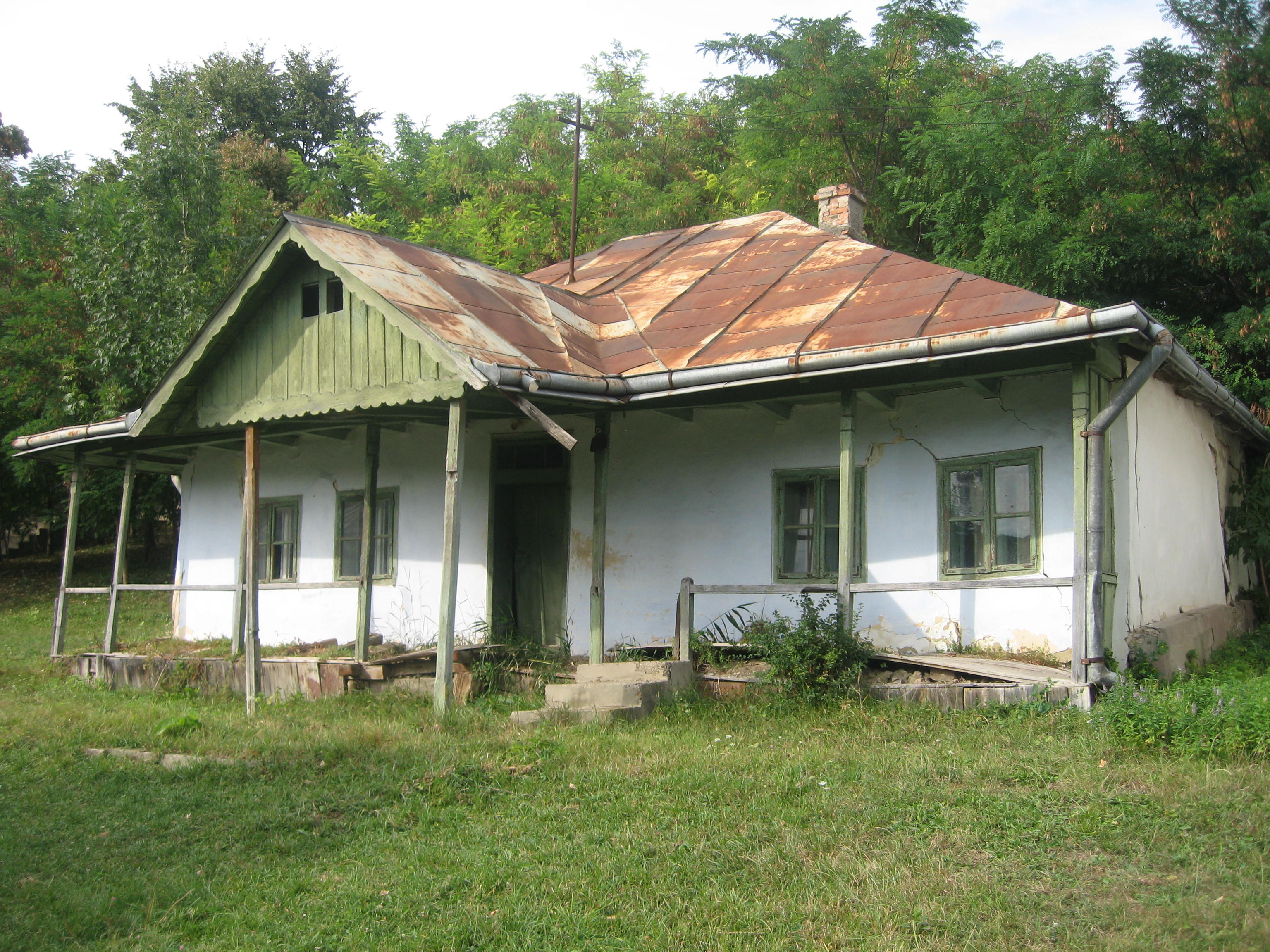
Chilii părăsite lângă biserica de lemn
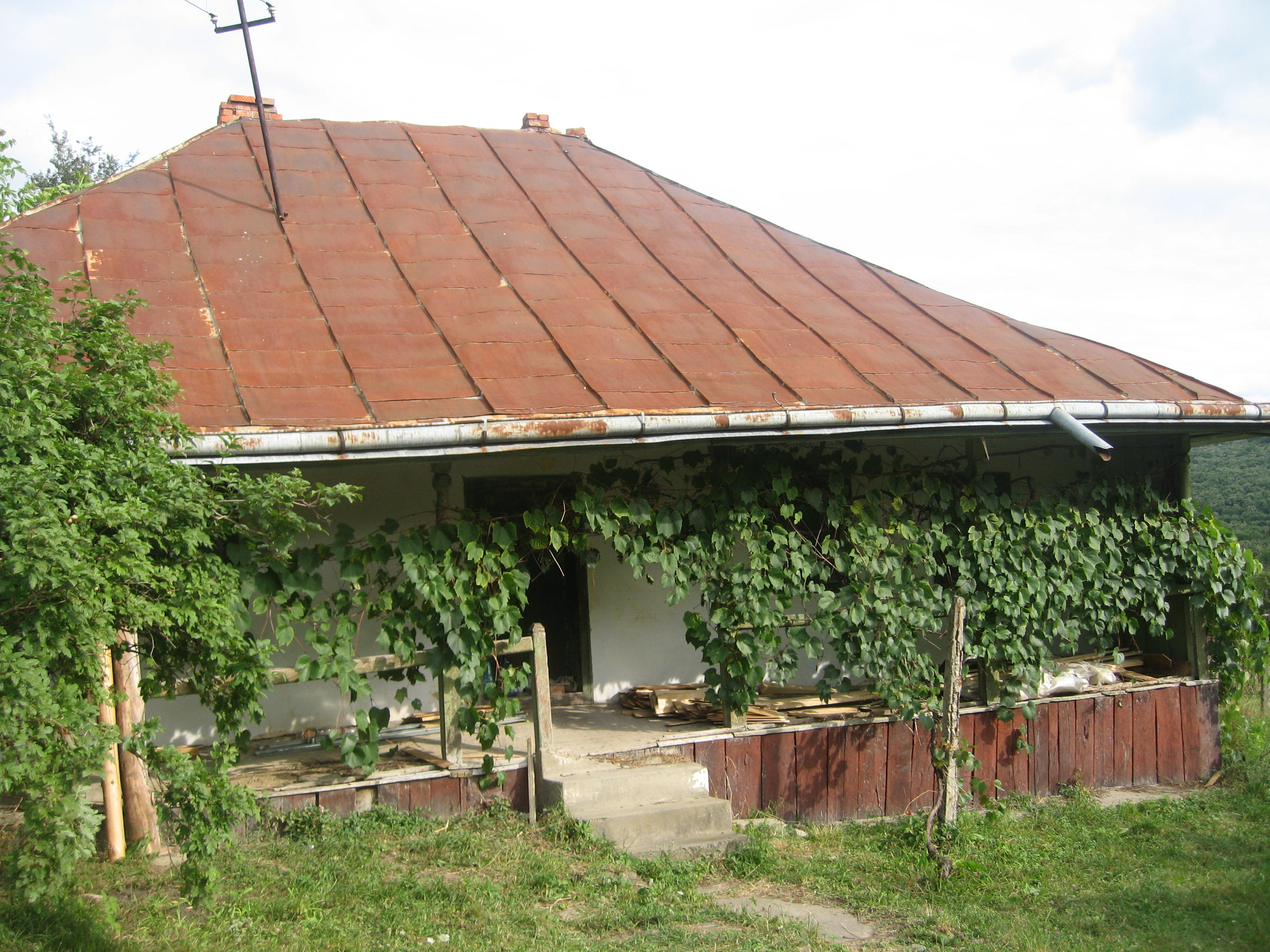
Chilii părăsite lângă biserica de lemn
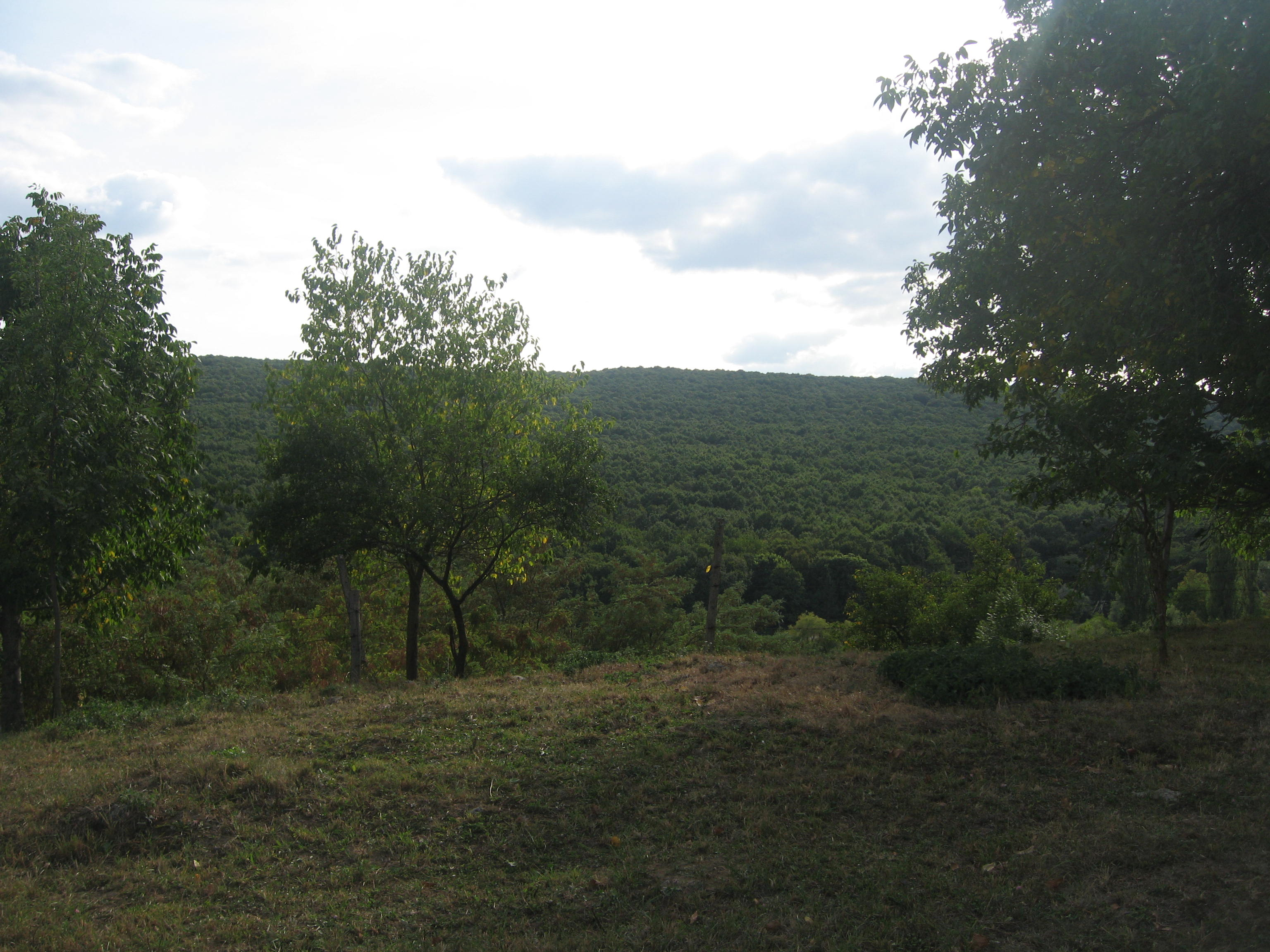
Dealuri împădurite văzute de la Mănăstirea Agafton
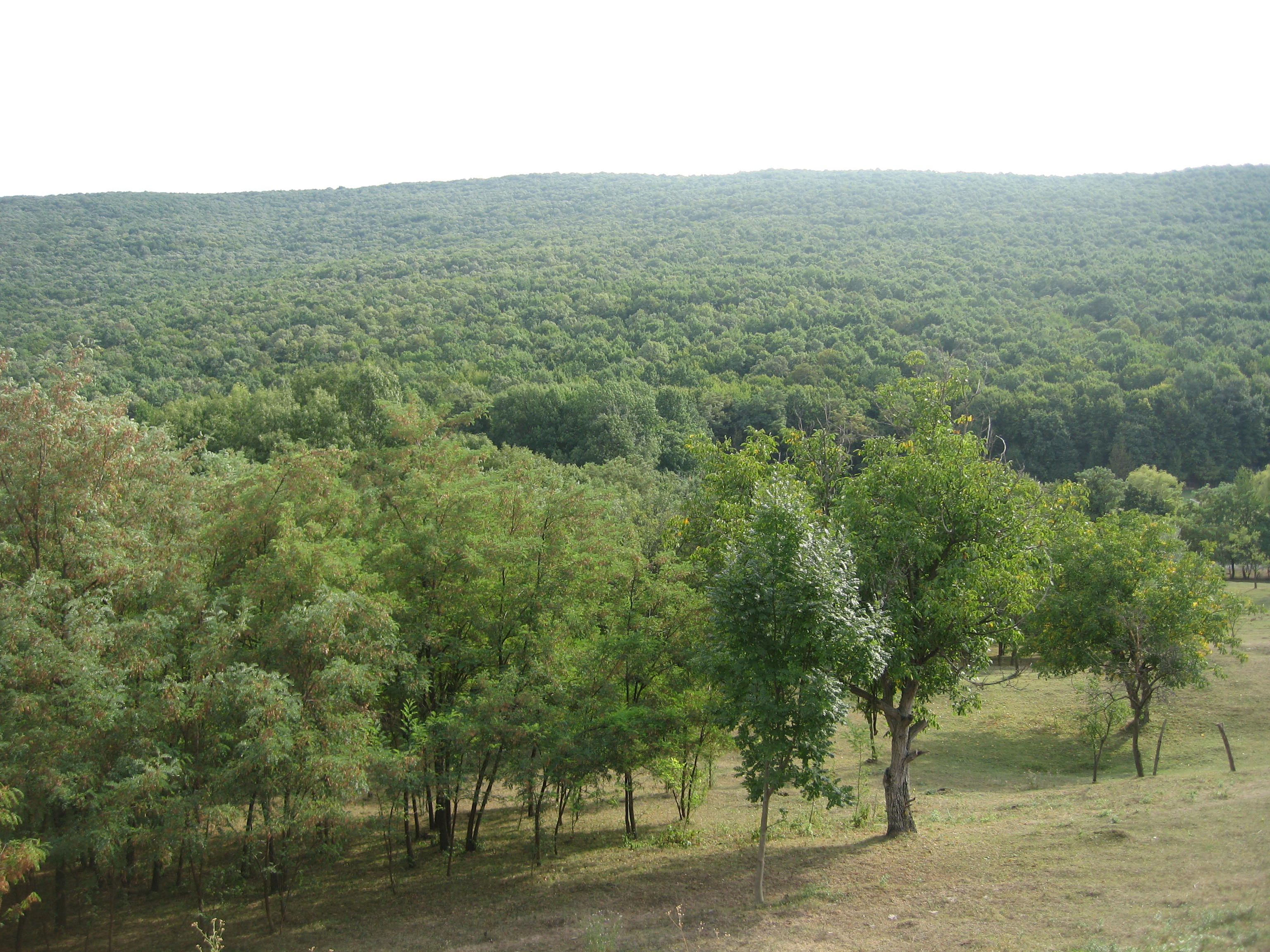
Dealuri împădurite văzute de la Mănăstirea Agafton
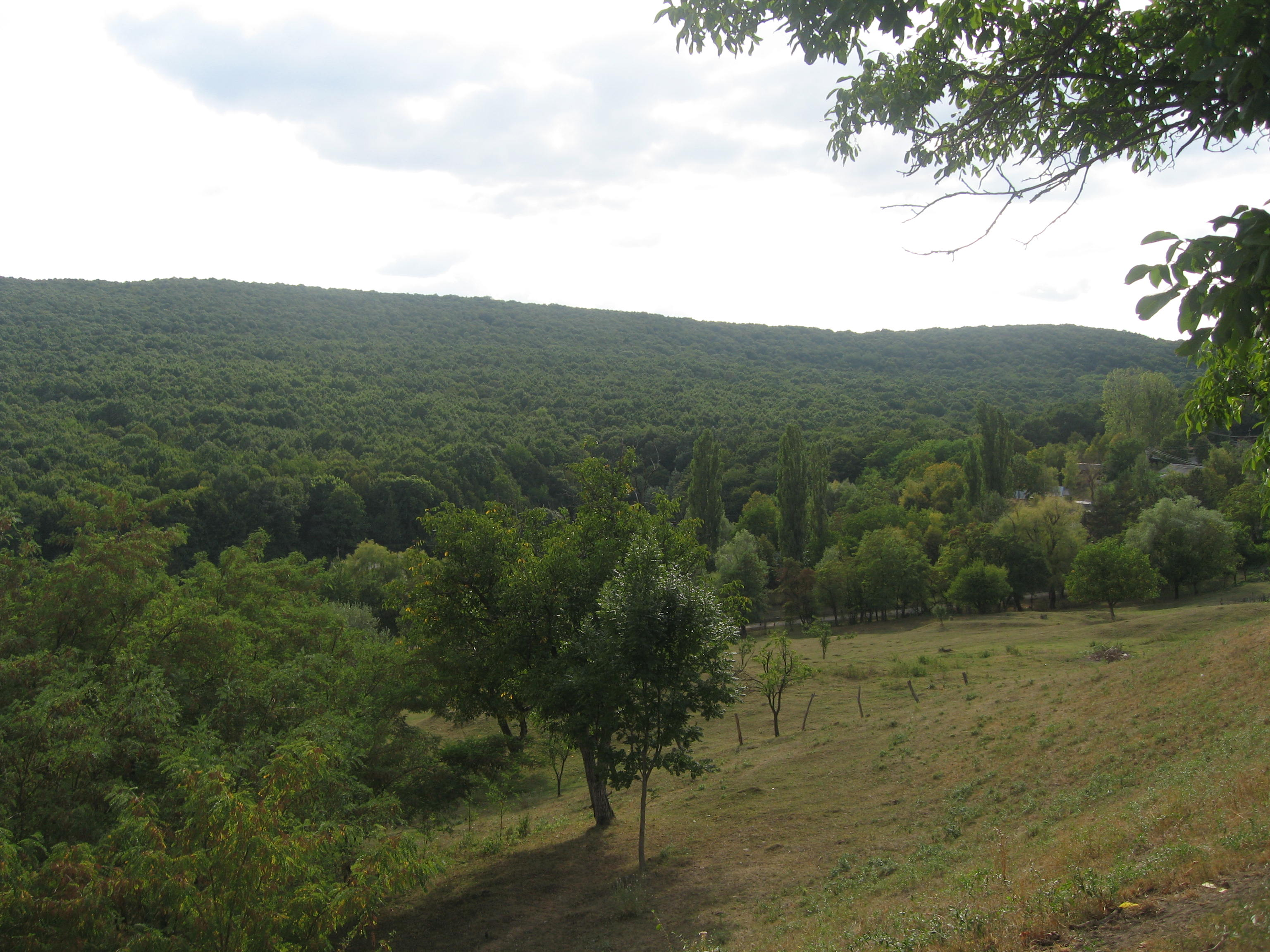
Dealuri împădurite văzute de la Mănăstirea Agafton